# Лайош Портиш
Лáйош Пóртиш (на унгарски: Portisch Lajos) е унгарски шахматист, един от най-силните несъветски шахматисти от началото на 60-те до края на 80-те години, един от десетте най-добри шахматисти в света през 70-те и 80-те години на XX век.
Роден е на 4 април 1937 г. в Залаегерсег, Унгария. През 1958 г. става шампион на Унгария, а през 1961 г. е вече международен гросмайстор.
Лайош Портиш е на 21-во място в световната класация от 18 век до средата на 1987 г., а през 1981 г. дели 2–3 място в ранглистата на ФИДЕ с Виктор Корчной.  Достига максимален рейтинг 2655 през януари 1980 г. Той участва в 12 междузонални турнира за Световно първенство, достига седем пъти до четвъртфиналите на двойки в състезанието на кандидати за световната титла, включително два пъти на полуфинал (1977 г. срещу Борис Спаски 6,5:8,5 и 1980 г. срещу Роберт Хюбнер 4,5:6,5). 
Портиш има няколко ненадминати рекорда по шахмат. Участвал е в 20 шахматни олимпиади, от които  спечелва 1 златен, 3 сребърни и 2 бронзови медала за националния отбор на Унгария. Той е олимпийски шампион начело на отбора на Унгария през 1978 г. и сребърен медалист от Световното отборно първенство през 1985 г. За 23 години на 7 Европейски първенства с унгарския отбор е спечелил 14 медала отборно и индивидуално (2 златни, 5 сребърни и 7 бронзови). На първото и последното от тях (1961 и 1983 г.) печели златни медали индивидуално и бронзови отборно. На останалите 5 също заедно с индивидуалните му отличия медали е спечелвал и отборът на Унгария. Печелил е 9 пъти шампионата на Унгария и много силни международни състезания. Победител е на турнира в Сараево през 1962 и 1963 г., а след 23 години, през 1986 г. отново става първи, заедно с Лев Псахис и Кирил Георгиев.
През 1970 г. в Мача на века между отборите на СССР и останалия свят на III дъска Лайош Портиш побеждава Виктор Корчной с 2½ : 1½.
През 2004 г. е удостоен със званието Спортист на нацията.

## Избрани партии
1. Лайош Портиш – Тигран Петросян 1 – 0
Москва, 26 май 1967.

Славянска защита, Размéнен вариант (D10)
1. d4 d5 2. c4 c6 3. c:d5 c:d5 4. Kc3 Kf6 5. Kf3 Kc6 6. Of4 e6?! Дискусионен ход. По-популярната и активна алтернатива 6...Оf5 предлага контрашансове за победа на черните, както в партията Хузман – Широв, 2004 г. 7. e3 Оd6 8. Оg3 O-O 9. Оd3 Тe8 10. Кe5 О:e5 11. d:e5 Кd7 12. f4 Дb6 13. O-O Този гамбит е новост, изиграна от Портиш, за да хване Петросян неподготвен. Алтернативата 13. Дe2 с опит да се запазят пешките b2 и e3, както в играта H. K. Maтисonс – Макс Eйвe, 1924, не дава предимство на белите. Но въпреки странното оттегляне на белите в почти равна позиция в тази игра, 13. Дe2!? не изглежда особено лош ход. Все пак 13. 0-0! е по-силен. 13...Д:e3+ Белите запазват малко предимство след 13... Д:b2 14. Кb5 Кc5 (14... Тd8? 15. Оh4 f6 16. Кc7 Тb8 17. К:e6 Тe8 18. О:h7+) 15.Тf2 Дb4 16. Кc7 Оd7 17. К:a8 Т:a8 18. Дd2 Д:d2 19. Т:d2 f6 20. e:f6 g:f6 21. Оh4 К:d3 22. Т:d3 Kf7 23. e4 Кe7 24. Тb1 Оc6 25. e5 f:e5 26. f:e5 Кf5 27. Оf6 14. Цh1 Дb6 Струваше си черните да да опитат 14... Кb4 15. Оb1 Кc6 16. Кb5 15. Дh5 Кf8 Вероятно е разумно черните да не си създават позиционни слабости с 15... g6 16. Дe2 Кd4 17. Дd2 Кf5 18. Оf2 Може би черните можеха да изравнят и да издържат с 15... h6!? 16. Кb5 Кc5 17. Оf2 d4 18. Оc4 Кe4 19. Дe2 К:f2+ 20. Д:f2 Оd7 21.Кd6 Тf8 22. Дe2 Кe7 23. Тf3 Кf5 24. Тb3 Дc6 25. К:b7= 16. Тf3 Кg6 17. Оf2 Дd8 Вероятно не е голяма помощ за черните 17... d4?! 18. Кe4 Кce7 (18... Д:b2 19. Тb1 Д:a2 20. Кf6+ Цf8 21. Д:h7 g:f6 22. e:f6 Тe7 23. О:g6 f:g6 24. Дh8+ Цf7 25. Тe1 Дc2 26. Тh3 g5 27. О:d4 b6 28. Оe5 Оb7 29. Тh7+ Цg6 30. Тg7+ Т:g7 31. Д:g7+ Цf5 32. Д:g5#) 19. Кg5 h6 20. К:f7 Ц:f7 21. О:g6+ К:g6 22. Тg3 Тe7 23. Д:g6+ Цg8 24. О:d4 Д:d4 25. Тd3 Дb6 26. Тad1 Оd7 27. Т:d7 Тae8 28. a3 Цf8 29. b4 Дb5 30. Т7d3 (30. Т7d6 a5 31. b:a5 Д:a5 32. Дg3 b5 33. h3 Цg8 34. Дb3 Дa7 35. Т1d2 Дc5 36. Тc2 Дa7 37. Цh2 Цh8 38. Тc3 Дf2 39. Дb4 Дe1 40. Тb6 g5 41. Тf3 Д:b4 42. a:b4 Rf7 43. f:g5 Т:f3 44. g:f3 h:g5 45. Цg3 Цh7 46. Цg4 Цg6 47. Тd6 Тe7 48. Тa6 Тe8 49. Тb6 Тe7 50. f4 g:f4 51. Ц:f4 Тf7+ 52. Цg4 Тe7 53. h4 Цh6 54. Т:b5 Тd7 55. Тb6 Тd4+ 56. Цg3 Цh5 57. b5 Т:h4 58. Т:e6 Тb4 59. Тf6 Цg5 60. Цf3 Т:b5 61. Цe4 Тb4+ 62. Цd5 Тb5+ 63. Цd4 Тb4+ 64. Цc5 Тa4 65. Тf3 Тa6 66. Цd5 Тa5+ 67. Цd6 Тa6+ 68. Дe7 Тa7+ 69. Дe8 Тa6) 30... Цg8 31. Тd8 Тf8 32. h3 Дc6 33. Цh2 Дc7 34. Т:f8+ Ц:f8 35. Тd6 a5 36. b5 b6 37. 37. a4 ± 
|   | a | b | c | d | e | f | g | h |   |
| 8 | черен топ на бяло поле a8 · черна дама на черно поле d8 · черен топ на бяло поле e8 · черен цар на бяло поле g8 · черна пешка на черно поле a7 · черна пешка на бяло поле b7 · черен офицер на бяло поле d7 · черен кон на черно поле e7 · черна пешка на бяло поле f7 · черна пешка на черно поле g7 · черна пешка на бяло поле h7 · бял кон на черно поле d6 · черна пешка на бяло поле e6 · черен кон на бяло поле g6 · черна пешка на бяло поле d5 · бяла пешка на черно поле e5 · бяла дама на бяло поле h5 · бяла пешка на черно поле f4 · бял офицер на бяло поле d3 · бял топ на бяло поле f3 · бяла пешка на бяло поле a2 · бяла пешка на черно поле b2 · бял офицер на черно поле f2 · бяла пешка на бяло поле g2 · бяла пешка на черно поле h2 · бял топ на черно поле a1 · бял цар на бяло поле h1 | черен топ на бяло поле a8 · черна дама на черно поле d8 · черен топ на бяло поле e8 · черен цар на бяло поле g8 · черна пешка на черно поле a7 · черна пешка на бяло поле b7 · черен офицер на бяло поле d7 · черен кон на черно поле e7 · черна пешка на бяло поле f7 · черна пешка на черно поле g7 · черна пешка на бяло поле h7 · бял кон на черно поле d6 · черна пешка на бяло поле e6 · черен кон на бяло поле g6 · черна пешка на бяло поле d5 · бяла пешка на черно поле e5 · бяла дама на бяло поле h5 · бяла пешка на черно поле f4 · бял офицер на бяло поле d3 · бял топ на бяло поле f3 · бяла пешка на бяло поле a2 · бяла пешка на черно поле b2 · бял офицер на черно поле f2 · бяла пешка на бяло поле g2 · бяла пешка на черно поле h2 · бял топ на черно поле a1 · бял цар на бяло поле h1 | черен топ на бяло поле a8 · черна дама на черно поле d8 · черен топ на бяло поле e8 · черен цар на бяло поле g8 · черна пешка на черно поле a7 · черна пешка на бяло поле b7 · черен офицер на бяло поле d7 · черен кон на черно поле e7 · черна пешка на бяло поле f7 · черна пешка на черно поле g7 · черна пешка на бяло поле h7 · бял кон на черно поле d6 · черна пешка на бяло поле e6 · черен кон на бяло поле g6 · черна пешка на бяло поле d5 · бяла пешка на черно поле e5 · бяла дама на бяло поле h5 · бяла пешка на черно поле f4 · бял офицер на бяло поле d3 · бял топ на бяло поле f3 · бяла пешка на бяло поле a2 · бяла пешка на черно поле b2 · бял офицер на черно поле f2 · бяла пешка на бяло поле g2 · бяла пешка на черно поле h2 · бял топ на черно поле a1 · бял цар на бяло поле h1 | черен топ на бяло поле a8 · черна дама на черно поле d8 · черен топ на бяло поле e8 · черен цар на бяло поле g8 · черна пешка на черно поле a7 · черна пешка на бяло поле b7 · черен офицер на бяло поле d7 · черен кон на черно поле e7 · черна пешка на бяло поле f7 · черна пешка на черно поле g7 · черна пешка на бяло поле h7 · бял кон на черно поле d6 · черна пешка на бяло поле e6 · черен кон на бяло поле g6 · черна пешка на бяло поле d5 · бяла пешка на черно поле e5 · бяла дама на бяло поле h5 · бяла пешка на черно поле f4 · бял офицер на бяло поле d3 · бял топ на бяло поле f3 · бяла пешка на бяло поле a2 · бяла пешка на черно поле b2 · бял офицер на черно поле f2 · бяла пешка на бяло поле g2 · бяла пешка на черно поле h2 · бял топ на черно поле a1 · бял цар на бяло поле h1 | черен топ на бяло поле a8 · черна дама на черно поле d8 · черен топ на бяло поле e8 · черен цар на бяло поле g8 · черна пешка на черно поле a7 · черна пешка на бяло поле b7 · черен офицер на бяло поле d7 · черен кон на черно поле e7 · черна пешка на бяло поле f7 · черна пешка на черно поле g7 · черна пешка на бяло поле h7 · бял кон на черно поле d6 · черна пешка на бяло поле e6 · черен кон на бяло поле g6 · черна пешка на бяло поле d5 · бяла пешка на черно поле e5 · бяла дама на бяло поле h5 · бяла пешка на черно поле f4 · бял офицер на бяло поле d3 · бял топ на бяло поле f3 · бяла пешка на бяло поле a2 · бяла пешка на черно поле b2 · бял офицер на черно поле f2 · бяла пешка на бяло поле g2 · бяла пешка на черно поле h2 · бял топ на черно поле a1 · бял цар на бяло поле h1 | черен топ на бяло поле a8 · черна дама на черно поле d8 · черен топ на бяло поле e8 · черен цар на бяло поле g8 · черна пешка на черно поле a7 · черна пешка на бяло поле b7 · черен офицер на бяло поле d7 · черен кон на черно поле e7 · черна пешка на бяло поле f7 · черна пешка на черно поле g7 · черна пешка на бяло поле h7 · бял кон на черно поле d6 · черна пешка на бяло поле e6 · черен кон на бяло поле g6 · черна пешка на бяло поле d5 · бяла пешка на черно поле e5 · бяла дама на бяло поле h5 · бяла пешка на черно поле f4 · бял офицер на бяло поле d3 · бял топ на бяло поле f3 · бяла пешка на бяло поле a2 · бяла пешка на черно поле b2 · бял офицер на черно поле f2 · бяла пешка на бяло поле g2 · бяла пешка на черно поле h2 · бял топ на черно поле a1 · бял цар на бяло поле h1 | черен топ на бяло поле a8 · черна дама на черно поле d8 · черен топ на бяло поле e8 · черен цар на бяло поле g8 · черна пешка на черно поле a7 · черна пешка на бяло поле b7 · черен офицер на бяло поле d7 · черен кон на черно поле e7 · черна пешка на бяло поле f7 · черна пешка на черно поле g7 · черна пешка на бяло поле h7 · бял кон на черно поле d6 · черна пешка на бяло поле e6 · черен кон на бяло поле g6 · черна пешка на бяло поле d5 · бяла пешка на черно поле e5 · бяла дама на бяло поле h5 · бяла пешка на черно поле f4 · бял офицер на бяло поле d3 · бял топ на бяло поле f3 · бяла пешка на бяло поле a2 · бяла пешка на черно поле b2 · бял офицер на черно поле f2 · бяла пешка на бяло поле g2 · бяла пешка на черно поле h2 · бял топ на черно поле a1 · бял цар на бяло поле h1 | черен топ на бяло поле a8 · черна дама на черно поле d8 · черен топ на бяло поле e8 · черен цар на бяло поле g8 · черна пешка на черно поле a7 · черна пешка на бяло поле b7 · черен офицер на бяло поле d7 · черен кон на черно поле e7 · черна пешка на бяло поле f7 · черна пешка на черно поле g7 · черна пешка на бяло поле h7 · бял кон на черно поле d6 · черна пешка на бяло поле e6 · черен кон на бяло поле g6 · черна пешка на бяло поле d5 · бяла пешка на черно поле e5 · бяла дама на бяло поле h5 · бяла пешка на черно поле f4 · бял офицер на бяло поле d3 · бял топ на бяло поле f3 · бяла пешка на бяло поле a2 · бяла пешка на черно поле b2 · бял офицер на черно поле f2 · бяла пешка на бяло поле g2 · бяла пешка на черно поле h2 · бял топ на черно поле a1 · бял цар на бяло поле h1 | 8 |
| 7 | черен топ на бяло поле a8 · черна дама на черно поле d8 · черен топ на бяло поле e8 · черен цар на бяло поле g8 · черна пешка на черно поле a7 · черна пешка на бяло поле b7 · черен офицер на бяло поле d7 · черен кон на черно поле e7 · черна пешка на бяло поле f7 · черна пешка на черно поле g7 · черна пешка на бяло поле h7 · бял кон на черно поле d6 · черна пешка на бяло поле e6 · черен кон на бяло поле g6 · черна пешка на бяло поле d5 · бяла пешка на черно поле e5 · бяла дама на бяло поле h5 · бяла пешка на черно поле f4 · бял офицер на бяло поле d3 · бял топ на бяло поле f3 · бяла пешка на бяло поле a2 · бяла пешка на черно поле b2 · бял офицер на черно поле f2 · бяла пешка на бяло поле g2 · бяла пешка на черно поле h2 · бял топ на черно поле a1 · бял цар на бяло поле h1 | черен топ на бяло поле a8 · черна дама на черно поле d8 · черен топ на бяло поле e8 · черен цар на бяло поле g8 · черна пешка на черно поле a7 · черна пешка на бяло поле b7 · черен офицер на бяло поле d7 · черен кон на черно поле e7 · черна пешка на бяло поле f7 · черна пешка на черно поле g7 · черна пешка на бяло поле h7 · бял кон на черно поле d6 · черна пешка на бяло поле e6 · черен кон на бяло поле g6 · черна пешка на бяло поле d5 · бяла пешка на черно поле e5 · бяла дама на бяло поле h5 · бяла пешка на черно поле f4 · бял офицер на бяло поле d3 · бял топ на бяло поле f3 · бяла пешка на бяло поле a2 · бяла пешка на черно поле b2 · бял офицер на черно поле f2 · бяла пешка на бяло поле g2 · бяла пешка на черно поле h2 · бял топ на черно поле a1 · бял цар на бяло поле h1 | черен топ на бяло поле a8 · черна дама на черно поле d8 · черен топ на бяло поле e8 · черен цар на бяло поле g8 · черна пешка на черно поле a7 · черна пешка на бяло поле b7 · черен офицер на бяло поле d7 · черен кон на черно поле e7 · черна пешка на бяло поле f7 · черна пешка на черно поле g7 · черна пешка на бяло поле h7 · бял кон на черно поле d6 · черна пешка на бяло поле e6 · черен кон на бяло поле g6 · черна пешка на бяло поле d5 · бяла пешка на черно поле e5 · бяла дама на бяло поле h5 · бяла пешка на черно поле f4 · бял офицер на бяло поле d3 · бял топ на бяло поле f3 · бяла пешка на бяло поле a2 · бяла пешка на черно поле b2 · бял офицер на черно поле f2 · бяла пешка на бяло поле g2 · бяла пешка на черно поле h2 · бял топ на черно поле a1 · бял цар на бяло поле h1 | черен топ на бяло поле a8 · черна дама на черно поле d8 · черен топ на бяло поле e8 · черен цар на бяло поле g8 · черна пешка на черно поле a7 · черна пешка на бяло поле b7 · черен офицер на бяло поле d7 · черен кон на черно поле e7 · черна пешка на бяло поле f7 · черна пешка на черно поле g7 · черна пешка на бяло поле h7 · бял кон на черно поле d6 · черна пешка на бяло поле e6 · черен кон на бяло поле g6 · черна пешка на бяло поле d5 · бяла пешка на черно поле e5 · бяла дама на бяло поле h5 · бяла пешка на черно поле f4 · бял офицер на бяло поле d3 · бял топ на бяло поле f3 · бяла пешка на бяло поле a2 · бяла пешка на черно поле b2 · бял офицер на черно поле f2 · бяла пешка на бяло поле g2 · бяла пешка на черно поле h2 · бял топ на черно поле a1 · бял цар на бяло поле h1 | черен топ на бяло поле a8 · черна дама на черно поле d8 · черен топ на бяло поле e8 · черен цар на бяло поле g8 · черна пешка на черно поле a7 · черна пешка на бяло поле b7 · черен офицер на бяло поле d7 · черен кон на черно поле e7 · черна пешка на бяло поле f7 · черна пешка на черно поле g7 · черна пешка на бяло поле h7 · бял кон на черно поле d6 · черна пешка на бяло поле e6 · черен кон на бяло поле g6 · черна пешка на бяло поле d5 · бяла пешка на черно поле e5 · бяла дама на бяло поле h5 · бяла пешка на черно поле f4 · бял офицер на бяло поле d3 · бял топ на бяло поле f3 · бяла пешка на бяло поле a2 · бяла пешка на черно поле b2 · бял офицер на черно поле f2 · бяла пешка на бяло поле g2 · бяла пешка на черно поле h2 · бял топ на черно поле a1 · бял цар на бяло поле h1 | черен топ на бяло поле a8 · черна дама на черно поле d8 · черен топ на бяло поле e8 · черен цар на бяло поле g8 · черна пешка на черно поле a7 · черна пешка на бяло поле b7 · черен офицер на бяло поле d7 · черен кон на черно поле e7 · черна пешка на бяло поле f7 · черна пешка на черно поле g7 · черна пешка на бяло поле h7 · бял кон на черно поле d6 · черна пешка на бяло поле e6 · черен кон на бяло поле g6 · черна пешка на бяло поле d5 · бяла пешка на черно поле e5 · бяла дама на бяло поле h5 · бяла пешка на черно поле f4 · бял офицер на бяло поле d3 · бял топ на бяло поле f3 · бяла пешка на бяло поле a2 · бяла пешка на черно поле b2 · бял офицер на черно поле f2 · бяла пешка на бяло поле g2 · бяла пешка на черно поле h2 · бял топ на черно поле a1 · бял цар на бяло поле h1 | черен топ на бяло поле a8 · черна дама на черно поле d8 · черен топ на бяло поле e8 · черен цар на бяло поле g8 · черна пешка на черно поле a7 · черна пешка на бяло поле b7 · черен офицер на бяло поле d7 · черен кон на черно поле e7 · черна пешка на бяло поле f7 · черна пешка на черно поле g7 · черна пешка на бяло поле h7 · бял кон на черно поле d6 · черна пешка на бяло поле e6 · черен кон на бяло поле g6 · черна пешка на бяло поле d5 · бяла пешка на черно поле e5 · бяла дама на бяло поле h5 · бяла пешка на черно поле f4 · бял офицер на бяло поле d3 · бял топ на бяло поле f3 · бяла пешка на бяло поле a2 · бяла пешка на черно поле b2 · бял офицер на черно поле f2 · бяла пешка на бяло поле g2 · бяла пешка на черно поле h2 · бял топ на черно поле a1 · бял цар на бяло поле h1 | черен топ на бяло поле a8 · черна дама на черно поле d8 · черен топ на бяло поле e8 · черен цар на бяло поле g8 · черна пешка на черно поле a7 · черна пешка на бяло поле b7 · черен офицер на бяло поле d7 · черен кон на черно поле e7 · черна пешка на бяло поле f7 · черна пешка на черно поле g7 · черна пешка на бяло поле h7 · бял кон на черно поле d6 · черна пешка на бяло поле e6 · черен кон на бяло поле g6 · черна пешка на бяло поле d5 · бяла пешка на черно поле e5 · бяла дама на бяло поле h5 · бяла пешка на черно поле f4 · бял офицер на бяло поле d3 · бял топ на бяло поле f3 · бяла пешка на бяло поле a2 · бяла пешка на черно поле b2 · бял офицер на черно поле f2 · бяла пешка на бяло поле g2 · бяла пешка на черно поле h2 · бял топ на черно поле a1 · бял цар на бяло поле h1 | 7 |
| 6 | черен топ на бяло поле a8 · черна дама на черно поле d8 · черен топ на бяло поле e8 · черен цар на бяло поле g8 · черна пешка на черно поле a7 · черна пешка на бяло поле b7 · черен офицер на бяло поле d7 · черен кон на черно поле e7 · черна пешка на бяло поле f7 · черна пешка на черно поле g7 · черна пешка на бяло поле h7 · бял кон на черно поле d6 · черна пешка на бяло поле e6 · черен кон на бяло поле g6 · черна пешка на бяло поле d5 · бяла пешка на черно поле e5 · бяла дама на бяло поле h5 · бяла пешка на черно поле f4 · бял офицер на бяло поле d3 · бял топ на бяло поле f3 · бяла пешка на бяло поле a2 · бяла пешка на черно поле b2 · бял офицер на черно поле f2 · бяла пешка на бяло поле g2 · бяла пешка на черно поле h2 · бял топ на черно поле a1 · бял цар на бяло поле h1 | черен топ на бяло поле a8 · черна дама на черно поле d8 · черен топ на бяло поле e8 · черен цар на бяло поле g8 · черна пешка на черно поле a7 · черна пешка на бяло поле b7 · черен офицер на бяло поле d7 · черен кон на черно поле e7 · черна пешка на бяло поле f7 · черна пешка на черно поле g7 · черна пешка на бяло поле h7 · бял кон на черно поле d6 · черна пешка на бяло поле e6 · черен кон на бяло поле g6 · черна пешка на бяло поле d5 · бяла пешка на черно поле e5 · бяла дама на бяло поле h5 · бяла пешка на черно поле f4 · бял офицер на бяло поле d3 · бял топ на бяло поле f3 · бяла пешка на бяло поле a2 · бяла пешка на черно поле b2 · бял офицер на черно поле f2 · бяла пешка на бяло поле g2 · бяла пешка на черно поле h2 · бял топ на черно поле a1 · бял цар на бяло поле h1 | черен топ на бяло поле a8 · черна дама на черно поле d8 · черен топ на бяло поле e8 · черен цар на бяло поле g8 · черна пешка на черно поле a7 · черна пешка на бяло поле b7 · черен офицер на бяло поле d7 · черен кон на черно поле e7 · черна пешка на бяло поле f7 · черна пешка на черно поле g7 · черна пешка на бяло поле h7 · бял кон на черно поле d6 · черна пешка на бяло поле e6 · черен кон на бяло поле g6 · черна пешка на бяло поле d5 · бяла пешка на черно поле e5 · бяла дама на бяло поле h5 · бяла пешка на черно поле f4 · бял офицер на бяло поле d3 · бял топ на бяло поле f3 · бяла пешка на бяло поле a2 · бяла пешка на черно поле b2 · бял офицер на черно поле f2 · бяла пешка на бяло поле g2 · бяла пешка на черно поле h2 · бял топ на черно поле a1 · бял цар на бяло поле h1 | черен топ на бяло поле a8 · черна дама на черно поле d8 · черен топ на бяло поле e8 · черен цар на бяло поле g8 · черна пешка на черно поле a7 · черна пешка на бяло поле b7 · черен офицер на бяло поле d7 · черен кон на черно поле e7 · черна пешка на бяло поле f7 · черна пешка на черно поле g7 · черна пешка на бяло поле h7 · бял кон на черно поле d6 · черна пешка на бяло поле e6 · черен кон на бяло поле g6 · черна пешка на бяло поле d5 · бяла пешка на черно поле e5 · бяла дама на бяло поле h5 · бяла пешка на черно поле f4 · бял офицер на бяло поле d3 · бял топ на бяло поле f3 · бяла пешка на бяло поле a2 · бяла пешка на черно поле b2 · бял офицер на черно поле f2 · бяла пешка на бяло поле g2 · бяла пешка на черно поле h2 · бял топ на черно поле a1 · бял цар на бяло поле h1 | черен топ на бяло поле a8 · черна дама на черно поле d8 · черен топ на бяло поле e8 · черен цар на бяло поле g8 · черна пешка на черно поле a7 · черна пешка на бяло поле b7 · черен офицер на бяло поле d7 · черен кон на черно поле e7 · черна пешка на бяло поле f7 · черна пешка на черно поле g7 · черна пешка на бяло поле h7 · бял кон на черно поле d6 · черна пешка на бяло поле e6 · черен кон на бяло поле g6 · черна пешка на бяло поле d5 · бяла пешка на черно поле e5 · бяла дама на бяло поле h5 · бяла пешка на черно поле f4 · бял офицер на бяло поле d3 · бял топ на бяло поле f3 · бяла пешка на бяло поле a2 · бяла пешка на черно поле b2 · бял офицер на черно поле f2 · бяла пешка на бяло поле g2 · бяла пешка на черно поле h2 · бял топ на черно поле a1 · бял цар на бяло поле h1 | черен топ на бяло поле a8 · черна дама на черно поле d8 · черен топ на бяло поле e8 · черен цар на бяло поле g8 · черна пешка на черно поле a7 · черна пешка на бяло поле b7 · черен офицер на бяло поле d7 · черен кон на черно поле e7 · черна пешка на бяло поле f7 · черна пешка на черно поле g7 · черна пешка на бяло поле h7 · бял кон на черно поле d6 · черна пешка на бяло поле e6 · черен кон на бяло поле g6 · черна пешка на бяло поле d5 · бяла пешка на черно поле e5 · бяла дама на бяло поле h5 · бяла пешка на черно поле f4 · бял офицер на бяло поле d3 · бял топ на бяло поле f3 · бяла пешка на бяло поле a2 · бяла пешка на черно поле b2 · бял офицер на черно поле f2 · бяла пешка на бяло поле g2 · бяла пешка на черно поле h2 · бял топ на черно поле a1 · бял цар на бяло поле h1 | черен топ на бяло поле a8 · черна дама на черно поле d8 · черен топ на бяло поле e8 · черен цар на бяло поле g8 · черна пешка на черно поле a7 · черна пешка на бяло поле b7 · черен офицер на бяло поле d7 · черен кон на черно поле e7 · черна пешка на бяло поле f7 · черна пешка на черно поле g7 · черна пешка на бяло поле h7 · бял кон на черно поле d6 · черна пешка на бяло поле e6 · черен кон на бяло поле g6 · черна пешка на бяло поле d5 · бяла пешка на черно поле e5 · бяла дама на бяло поле h5 · бяла пешка на черно поле f4 · бял офицер на бяло поле d3 · бял топ на бяло поле f3 · бяла пешка на бяло поле a2 · бяла пешка на черно поле b2 · бял офицер на черно поле f2 · бяла пешка на бяло поле g2 · бяла пешка на черно поле h2 · бял топ на черно поле a1 · бял цар на бяло поле h1 | черен топ на бяло поле a8 · черна дама на черно поле d8 · черен топ на бяло поле e8 · черен цар на бяло поле g8 · черна пешка на черно поле a7 · черна пешка на бяло поле b7 · черен офицер на бяло поле d7 · черен кон на черно поле e7 · черна пешка на бяло поле f7 · черна пешка на черно поле g7 · черна пешка на бяло поле h7 · бял кон на черно поле d6 · черна пешка на бяло поле e6 · черен кон на бяло поле g6 · черна пешка на бяло поле d5 · бяла пешка на черно поле e5 · бяла дама на бяло поле h5 · бяла пешка на черно поле f4 · бял офицер на бяло поле d3 · бял топ на бяло поле f3 · бяла пешка на бяло поле a2 · бяла пешка на черно поле b2 · бял офицер на черно поле f2 · бяла пешка на бяло поле g2 · бяла пешка на черно поле h2 · бял топ на черно поле a1 · бял цар на бяло поле h1 | 6 |
| 5 | черен топ на бяло поле a8 · черна дама на черно поле d8 · черен топ на бяло поле e8 · черен цар на бяло поле g8 · черна пешка на черно поле a7 · черна пешка на бяло поле b7 · черен офицер на бяло поле d7 · черен кон на черно поле e7 · черна пешка на бяло поле f7 · черна пешка на черно поле g7 · черна пешка на бяло поле h7 · бял кон на черно поле d6 · черна пешка на бяло поле e6 · черен кон на бяло поле g6 · черна пешка на бяло поле d5 · бяла пешка на черно поле e5 · бяла дама на бяло поле h5 · бяла пешка на черно поле f4 · бял офицер на бяло поле d3 · бял топ на бяло поле f3 · бяла пешка на бяло поле a2 · бяла пешка на черно поле b2 · бял офицер на черно поле f2 · бяла пешка на бяло поле g2 · бяла пешка на черно поле h2 · бял топ на черно поле a1 · бял цар на бяло поле h1 | черен топ на бяло поле a8 · черна дама на черно поле d8 · черен топ на бяло поле e8 · черен цар на бяло поле g8 · черна пешка на черно поле a7 · черна пешка на бяло поле b7 · черен офицер на бяло поле d7 · черен кон на черно поле e7 · черна пешка на бяло поле f7 · черна пешка на черно поле g7 · черна пешка на бяло поле h7 · бял кон на черно поле d6 · черна пешка на бяло поле e6 · черен кон на бяло поле g6 · черна пешка на бяло поле d5 · бяла пешка на черно поле e5 · бяла дама на бяло поле h5 · бяла пешка на черно поле f4 · бял офицер на бяло поле d3 · бял топ на бяло поле f3 · бяла пешка на бяло поле a2 · бяла пешка на черно поле b2 · бял офицер на черно поле f2 · бяла пешка на бяло поле g2 · бяла пешка на черно поле h2 · бял топ на черно поле a1 · бял цар на бяло поле h1 | черен топ на бяло поле a8 · черна дама на черно поле d8 · черен топ на бяло поле e8 · черен цар на бяло поле g8 · черна пешка на черно поле a7 · черна пешка на бяло поле b7 · черен офицер на бяло поле d7 · черен кон на черно поле e7 · черна пешка на бяло поле f7 · черна пешка на черно поле g7 · черна пешка на бяло поле h7 · бял кон на черно поле d6 · черна пешка на бяло поле e6 · черен кон на бяло поле g6 · черна пешка на бяло поле d5 · бяла пешка на черно поле e5 · бяла дама на бяло поле h5 · бяла пешка на черно поле f4 · бял офицер на бяло поле d3 · бял топ на бяло поле f3 · бяла пешка на бяло поле a2 · бяла пешка на черно поле b2 · бял офицер на черно поле f2 · бяла пешка на бяло поле g2 · бяла пешка на черно поле h2 · бял топ на черно поле a1 · бял цар на бяло поле h1 | черен топ на бяло поле a8 · черна дама на черно поле d8 · черен топ на бяло поле e8 · черен цар на бяло поле g8 · черна пешка на черно поле a7 · черна пешка на бяло поле b7 · черен офицер на бяло поле d7 · черен кон на черно поле e7 · черна пешка на бяло поле f7 · черна пешка на черно поле g7 · черна пешка на бяло поле h7 · бял кон на черно поле d6 · черна пешка на бяло поле e6 · черен кон на бяло поле g6 · черна пешка на бяло поле d5 · бяла пешка на черно поле e5 · бяла дама на бяло поле h5 · бяла пешка на черно поле f4 · бял офицер на бяло поле d3 · бял топ на бяло поле f3 · бяла пешка на бяло поле a2 · бяла пешка на черно поле b2 · бял офицер на черно поле f2 · бяла пешка на бяло поле g2 · бяла пешка на черно поле h2 · бял топ на черно поле a1 · бял цар на бяло поле h1 | черен топ на бяло поле a8 · черна дама на черно поле d8 · черен топ на бяло поле e8 · черен цар на бяло поле g8 · черна пешка на черно поле a7 · черна пешка на бяло поле b7 · черен офицер на бяло поле d7 · черен кон на черно поле e7 · черна пешка на бяло поле f7 · черна пешка на черно поле g7 · черна пешка на бяло поле h7 · бял кон на черно поле d6 · черна пешка на бяло поле e6 · черен кон на бяло поле g6 · черна пешка на бяло поле d5 · бяла пешка на черно поле e5 · бяла дама на бяло поле h5 · бяла пешка на черно поле f4 · бял офицер на бяло поле d3 · бял топ на бяло поле f3 · бяла пешка на бяло поле a2 · бяла пешка на черно поле b2 · бял офицер на черно поле f2 · бяла пешка на бяло поле g2 · бяла пешка на черно поле h2 · бял топ на черно поле a1 · бял цар на бяло поле h1 | черен топ на бяло поле a8 · черна дама на черно поле d8 · черен топ на бяло поле e8 · черен цар на бяло поле g8 · черна пешка на черно поле a7 · черна пешка на бяло поле b7 · черен офицер на бяло поле d7 · черен кон на черно поле e7 · черна пешка на бяло поле f7 · черна пешка на черно поле g7 · черна пешка на бяло поле h7 · бял кон на черно поле d6 · черна пешка на бяло поле e6 · черен кон на бяло поле g6 · черна пешка на бяло поле d5 · бяла пешка на черно поле e5 · бяла дама на бяло поле h5 · бяла пешка на черно поле f4 · бял офицер на бяло поле d3 · бял топ на бяло поле f3 · бяла пешка на бяло поле a2 · бяла пешка на черно поле b2 · бял офицер на черно поле f2 · бяла пешка на бяло поле g2 · бяла пешка на черно поле h2 · бял топ на черно поле a1 · бял цар на бяло поле h1 | черен топ на бяло поле a8 · черна дама на черно поле d8 · черен топ на бяло поле e8 · черен цар на бяло поле g8 · черна пешка на черно поле a7 · черна пешка на бяло поле b7 · черен офицер на бяло поле d7 · черен кон на черно поле e7 · черна пешка на бяло поле f7 · черна пешка на черно поле g7 · черна пешка на бяло поле h7 · бял кон на черно поле d6 · черна пешка на бяло поле e6 · черен кон на бяло поле g6 · черна пешка на бяло поле d5 · бяла пешка на черно поле e5 · бяла дама на бяло поле h5 · бяла пешка на черно поле f4 · бял офицер на бяло поле d3 · бял топ на бяло поле f3 · бяла пешка на бяло поле a2 · бяла пешка на черно поле b2 · бял офицер на черно поле f2 · бяла пешка на бяло поле g2 · бяла пешка на черно поле h2 · бял топ на черно поле a1 · бял цар на бяло поле h1 | черен топ на бяло поле a8 · черна дама на черно поле d8 · черен топ на бяло поле e8 · черен цар на бяло поле g8 · черна пешка на черно поле a7 · черна пешка на бяло поле b7 · черен офицер на бяло поле d7 · черен кон на черно поле e7 · черна пешка на бяло поле f7 · черна пешка на черно поле g7 · черна пешка на бяло поле h7 · бял кон на черно поле d6 · черна пешка на бяло поле e6 · черен кон на бяло поле g6 · черна пешка на бяло поле d5 · бяла пешка на черно поле e5 · бяла дама на бяло поле h5 · бяла пешка на черно поле f4 · бял офицер на бяло поле d3 · бял топ на бяло поле f3 · бяла пешка на бяло поле a2 · бяла пешка на черно поле b2 · бял офицер на черно поле f2 · бяла пешка на бяло поле g2 · бяла пешка на черно поле h2 · бял топ на черно поле a1 · бял цар на бяло поле h1 | 5 |
| 4 | черен топ на бяло поле a8 · черна дама на черно поле d8 · черен топ на бяло поле e8 · черен цар на бяло поле g8 · черна пешка на черно поле a7 · черна пешка на бяло поле b7 · черен офицер на бяло поле d7 · черен кон на черно поле e7 · черна пешка на бяло поле f7 · черна пешка на черно поле g7 · черна пешка на бяло поле h7 · бял кон на черно поле d6 · черна пешка на бяло поле e6 · черен кон на бяло поле g6 · черна пешка на бяло поле d5 · бяла пешка на черно поле e5 · бяла дама на бяло поле h5 · бяла пешка на черно поле f4 · бял офицер на бяло поле d3 · бял топ на бяло поле f3 · бяла пешка на бяло поле a2 · бяла пешка на черно поле b2 · бял офицер на черно поле f2 · бяла пешка на бяло поле g2 · бяла пешка на черно поле h2 · бял топ на черно поле a1 · бял цар на бяло поле h1 | черен топ на бяло поле a8 · черна дама на черно поле d8 · черен топ на бяло поле e8 · черен цар на бяло поле g8 · черна пешка на черно поле a7 · черна пешка на бяло поле b7 · черен офицер на бяло поле d7 · черен кон на черно поле e7 · черна пешка на бяло поле f7 · черна пешка на черно поле g7 · черна пешка на бяло поле h7 · бял кон на черно поле d6 · черна пешка на бяло поле e6 · черен кон на бяло поле g6 · черна пешка на бяло поле d5 · бяла пешка на черно поле e5 · бяла дама на бяло поле h5 · бяла пешка на черно поле f4 · бял офицер на бяло поле d3 · бял топ на бяло поле f3 · бяла пешка на бяло поле a2 · бяла пешка на черно поле b2 · бял офицер на черно поле f2 · бяла пешка на бяло поле g2 · бяла пешка на черно поле h2 · бял топ на черно поле a1 · бял цар на бяло поле h1 | черен топ на бяло поле a8 · черна дама на черно поле d8 · черен топ на бяло поле e8 · черен цар на бяло поле g8 · черна пешка на черно поле a7 · черна пешка на бяло поле b7 · черен офицер на бяло поле d7 · черен кон на черно поле e7 · черна пешка на бяло поле f7 · черна пешка на черно поле g7 · черна пешка на бяло поле h7 · бял кон на черно поле d6 · черна пешка на бяло поле e6 · черен кон на бяло поле g6 · черна пешка на бяло поле d5 · бяла пешка на черно поле e5 · бяла дама на бяло поле h5 · бяла пешка на черно поле f4 · бял офицер на бяло поле d3 · бял топ на бяло поле f3 · бяла пешка на бяло поле a2 · бяла пешка на черно поле b2 · бял офицер на черно поле f2 · бяла пешка на бяло поле g2 · бяла пешка на черно поле h2 · бял топ на черно поле a1 · бял цар на бяло поле h1 | черен топ на бяло поле a8 · черна дама на черно поле d8 · черен топ на бяло поле e8 · черен цар на бяло поле g8 · черна пешка на черно поле a7 · черна пешка на бяло поле b7 · черен офицер на бяло поле d7 · черен кон на черно поле e7 · черна пешка на бяло поле f7 · черна пешка на черно поле g7 · черна пешка на бяло поле h7 · бял кон на черно поле d6 · черна пешка на бяло поле e6 · черен кон на бяло поле g6 · черна пешка на бяло поле d5 · бяла пешка на черно поле e5 · бяла дама на бяло поле h5 · бяла пешка на черно поле f4 · бял офицер на бяло поле d3 · бял топ на бяло поле f3 · бяла пешка на бяло поле a2 · бяла пешка на черно поле b2 · бял офицер на черно поле f2 · бяла пешка на бяло поле g2 · бяла пешка на черно поле h2 · бял топ на черно поле a1 · бял цар на бяло поле h1 | черен топ на бяло поле a8 · черна дама на черно поле d8 · черен топ на бяло поле e8 · черен цар на бяло поле g8 · черна пешка на черно поле a7 · черна пешка на бяло поле b7 · черен офицер на бяло поле d7 · черен кон на черно поле e7 · черна пешка на бяло поле f7 · черна пешка на черно поле g7 · черна пешка на бяло поле h7 · бял кон на черно поле d6 · черна пешка на бяло поле e6 · черен кон на бяло поле g6 · черна пешка на бяло поле d5 · бяла пешка на черно поле e5 · бяла дама на бяло поле h5 · бяла пешка на черно поле f4 · бял офицер на бяло поле d3 · бял топ на бяло поле f3 · бяла пешка на бяло поле a2 · бяла пешка на черно поле b2 · бял офицер на черно поле f2 · бяла пешка на бяло поле g2 · бяла пешка на черно поле h2 · бял топ на черно поле a1 · бял цар на бяло поле h1 | черен топ на бяло поле a8 · черна дама на черно поле d8 · черен топ на бяло поле e8 · черен цар на бяло поле g8 · черна пешка на черно поле a7 · черна пешка на бяло поле b7 · черен офицер на бяло поле d7 · черен кон на черно поле e7 · черна пешка на бяло поле f7 · черна пешка на черно поле g7 · черна пешка на бяло поле h7 · бял кон на черно поле d6 · черна пешка на бяло поле e6 · черен кон на бяло поле g6 · черна пешка на бяло поле d5 · бяла пешка на черно поле e5 · бяла дама на бяло поле h5 · бяла пешка на черно поле f4 · бял офицер на бяло поле d3 · бял топ на бяло поле f3 · бяла пешка на бяло поле a2 · бяла пешка на черно поле b2 · бял офицер на черно поле f2 · бяла пешка на бяло поле g2 · бяла пешка на черно поле h2 · бял топ на черно поле a1 · бял цар на бяло поле h1 | черен топ на бяло поле a8 · черна дама на черно поле d8 · черен топ на бяло поле e8 · черен цар на бяло поле g8 · черна пешка на черно поле a7 · черна пешка на бяло поле b7 · черен офицер на бяло поле d7 · черен кон на черно поле e7 · черна пешка на бяло поле f7 · черна пешка на черно поле g7 · черна пешка на бяло поле h7 · бял кон на черно поле d6 · черна пешка на бяло поле e6 · черен кон на бяло поле g6 · черна пешка на бяло поле d5 · бяла пешка на черно поле e5 · бяла дама на бяло поле h5 · бяла пешка на черно поле f4 · бял офицер на бяло поле d3 · бял топ на бяло поле f3 · бяла пешка на бяло поле a2 · бяла пешка на черно поле b2 · бял офицер на черно поле f2 · бяла пешка на бяло поле g2 · бяла пешка на черно поле h2 · бял топ на черно поле a1 · бял цар на бяло поле h1 | черен топ на бяло поле a8 · черна дама на черно поле d8 · черен топ на бяло поле e8 · черен цар на бяло поле g8 · черна пешка на черно поле a7 · черна пешка на бяло поле b7 · черен офицер на бяло поле d7 · черен кон на черно поле e7 · черна пешка на бяло поле f7 · черна пешка на черно поле g7 · черна пешка на бяло поле h7 · бял кон на черно поле d6 · черна пешка на бяло поле e6 · черен кон на бяло поле g6 · черна пешка на бяло поле d5 · бяла пешка на черно поле e5 · бяла дама на бяло поле h5 · бяла пешка на черно поле f4 · бял офицер на бяло поле d3 · бял топ на бяло поле f3 · бяла пешка на бяло поле a2 · бяла пешка на черно поле b2 · бял офицер на черно поле f2 · бяла пешка на бяло поле g2 · бяла пешка на черно поле h2 · бял топ на черно поле a1 · бял цар на бяло поле h1 | 4 |
| 3 | черен топ на бяло поле a8 · черна дама на черно поле d8 · черен топ на бяло поле e8 · черен цар на бяло поле g8 · черна пешка на черно поле a7 · черна пешка на бяло поле b7 · черен офицер на бяло поле d7 · черен кон на черно поле e7 · черна пешка на бяло поле f7 · черна пешка на черно поле g7 · черна пешка на бяло поле h7 · бял кон на черно поле d6 · черна пешка на бяло поле e6 · черен кон на бяло поле g6 · черна пешка на бяло поле d5 · бяла пешка на черно поле e5 · бяла дама на бяло поле h5 · бяла пешка на черно поле f4 · бял офицер на бяло поле d3 · бял топ на бяло поле f3 · бяла пешка на бяло поле a2 · бяла пешка на черно поле b2 · бял офицер на черно поле f2 · бяла пешка на бяло поле g2 · бяла пешка на черно поле h2 · бял топ на черно поле a1 · бял цар на бяло поле h1 | черен топ на бяло поле a8 · черна дама на черно поле d8 · черен топ на бяло поле e8 · черен цар на бяло поле g8 · черна пешка на черно поле a7 · черна пешка на бяло поле b7 · черен офицер на бяло поле d7 · черен кон на черно поле e7 · черна пешка на бяло поле f7 · черна пешка на черно поле g7 · черна пешка на бяло поле h7 · бял кон на черно поле d6 · черна пешка на бяло поле e6 · черен кон на бяло поле g6 · черна пешка на бяло поле d5 · бяла пешка на черно поле e5 · бяла дама на бяло поле h5 · бяла пешка на черно поле f4 · бял офицер на бяло поле d3 · бял топ на бяло поле f3 · бяла пешка на бяло поле a2 · бяла пешка на черно поле b2 · бял офицер на черно поле f2 · бяла пешка на бяло поле g2 · бяла пешка на черно поле h2 · бял топ на черно поле a1 · бял цар на бяло поле h1 | черен топ на бяло поле a8 · черна дама на черно поле d8 · черен топ на бяло поле e8 · черен цар на бяло поле g8 · черна пешка на черно поле a7 · черна пешка на бяло поле b7 · черен офицер на бяло поле d7 · черен кон на черно поле e7 · черна пешка на бяло поле f7 · черна пешка на черно поле g7 · черна пешка на бяло поле h7 · бял кон на черно поле d6 · черна пешка на бяло поле e6 · черен кон на бяло поле g6 · черна пешка на бяло поле d5 · бяла пешка на черно поле e5 · бяла дама на бяло поле h5 · бяла пешка на черно поле f4 · бял офицер на бяло поле d3 · бял топ на бяло поле f3 · бяла пешка на бяло поле a2 · бяла пешка на черно поле b2 · бял офицер на черно поле f2 · бяла пешка на бяло поле g2 · бяла пешка на черно поле h2 · бял топ на черно поле a1 · бял цар на бяло поле h1 | черен топ на бяло поле a8 · черна дама на черно поле d8 · черен топ на бяло поле e8 · черен цар на бяло поле g8 · черна пешка на черно поле a7 · черна пешка на бяло поле b7 · черен офицер на бяло поле d7 · черен кон на черно поле e7 · черна пешка на бяло поле f7 · черна пешка на черно поле g7 · черна пешка на бяло поле h7 · бял кон на черно поле d6 · черна пешка на бяло поле e6 · черен кон на бяло поле g6 · черна пешка на бяло поле d5 · бяла пешка на черно поле e5 · бяла дама на бяло поле h5 · бяла пешка на черно поле f4 · бял офицер на бяло поле d3 · бял топ на бяло поле f3 · бяла пешка на бяло поле a2 · бяла пешка на черно поле b2 · бял офицер на черно поле f2 · бяла пешка на бяло поле g2 · бяла пешка на черно поле h2 · бял топ на черно поле a1 · бял цар на бяло поле h1 | черен топ на бяло поле a8 · черна дама на черно поле d8 · черен топ на бяло поле e8 · черен цар на бяло поле g8 · черна пешка на черно поле a7 · черна пешка на бяло поле b7 · черен офицер на бяло поле d7 · черен кон на черно поле e7 · черна пешка на бяло поле f7 · черна пешка на черно поле g7 · черна пешка на бяло поле h7 · бял кон на черно поле d6 · черна пешка на бяло поле e6 · черен кон на бяло поле g6 · черна пешка на бяло поле d5 · бяла пешка на черно поле e5 · бяла дама на бяло поле h5 · бяла пешка на черно поле f4 · бял офицер на бяло поле d3 · бял топ на бяло поле f3 · бяла пешка на бяло поле a2 · бяла пешка на черно поле b2 · бял офицер на черно поле f2 · бяла пешка на бяло поле g2 · бяла пешка на черно поле h2 · бял топ на черно поле a1 · бял цар на бяло поле h1 | черен топ на бяло поле a8 · черна дама на черно поле d8 · черен топ на бяло поле e8 · черен цар на бяло поле g8 · черна пешка на черно поле a7 · черна пешка на бяло поле b7 · черен офицер на бяло поле d7 · черен кон на черно поле e7 · черна пешка на бяло поле f7 · черна пешка на черно поле g7 · черна пешка на бяло поле h7 · бял кон на черно поле d6 · черна пешка на бяло поле e6 · черен кон на бяло поле g6 · черна пешка на бяло поле d5 · бяла пешка на черно поле e5 · бяла дама на бяло поле h5 · бяла пешка на черно поле f4 · бял офицер на бяло поле d3 · бял топ на бяло поле f3 · бяла пешка на бяло поле a2 · бяла пешка на черно поле b2 · бял офицер на черно поле f2 · бяла пешка на бяло поле g2 · бяла пешка на черно поле h2 · бял топ на черно поле a1 · бял цар на бяло поле h1 | черен топ на бяло поле a8 · черна дама на черно поле d8 · черен топ на бяло поле e8 · черен цар на бяло поле g8 · черна пешка на черно поле a7 · черна пешка на бяло поле b7 · черен офицер на бяло поле d7 · черен кон на черно поле e7 · черна пешка на бяло поле f7 · черна пешка на черно поле g7 · черна пешка на бяло поле h7 · бял кон на черно поле d6 · черна пешка на бяло поле e6 · черен кон на бяло поле g6 · черна пешка на бяло поле d5 · бяла пешка на черно поле e5 · бяла дама на бяло поле h5 · бяла пешка на черно поле f4 · бял офицер на бяло поле d3 · бял топ на бяло поле f3 · бяла пешка на бяло поле a2 · бяла пешка на черно поле b2 · бял офицер на черно поле f2 · бяла пешка на бяло поле g2 · бяла пешка на черно поле h2 · бял топ на черно поле a1 · бял цар на бяло поле h1 | черен топ на бяло поле a8 · черна дама на черно поле d8 · черен топ на бяло поле e8 · черен цар на бяло поле g8 · черна пешка на черно поле a7 · черна пешка на бяло поле b7 · черен офицер на бяло поле d7 · черен кон на черно поле e7 · черна пешка на бяло поле f7 · черна пешка на черно поле g7 · черна пешка на бяло поле h7 · бял кон на черно поле d6 · черна пешка на бяло поле e6 · черен кон на бяло поле g6 · черна пешка на бяло поле d5 · бяла пешка на черно поле e5 · бяла дама на бяло поле h5 · бяла пешка на черно поле f4 · бял офицер на бяло поле d3 · бял топ на бяло поле f3 · бяла пешка на бяло поле a2 · бяла пешка на черно поле b2 · бял офицер на черно поле f2 · бяла пешка на бяло поле g2 · бяла пешка на черно поле h2 · бял топ на черно поле a1 · бял цар на бяло поле h1 | 3 |
| 2 | черен топ на бяло поле a8 · черна дама на черно поле d8 · черен топ на бяло поле e8 · черен цар на бяло поле g8 · черна пешка на черно поле a7 · черна пешка на бяло поле b7 · черен офицер на бяло поле d7 · черен кон на черно поле e7 · черна пешка на бяло поле f7 · черна пешка на черно поле g7 · черна пешка на бяло поле h7 · бял кон на черно поле d6 · черна пешка на бяло поле e6 · черен кон на бяло поле g6 · черна пешка на бяло поле d5 · бяла пешка на черно поле e5 · бяла дама на бяло поле h5 · бяла пешка на черно поле f4 · бял офицер на бяло поле d3 · бял топ на бяло поле f3 · бяла пешка на бяло поле a2 · бяла пешка на черно поле b2 · бял офицер на черно поле f2 · бяла пешка на бяло поле g2 · бяла пешка на черно поле h2 · бял топ на черно поле a1 · бял цар на бяло поле h1 | черен топ на бяло поле a8 · черна дама на черно поле d8 · черен топ на бяло поле e8 · черен цар на бяло поле g8 · черна пешка на черно поле a7 · черна пешка на бяло поле b7 · черен офицер на бяло поле d7 · черен кон на черно поле e7 · черна пешка на бяло поле f7 · черна пешка на черно поле g7 · черна пешка на бяло поле h7 · бял кон на черно поле d6 · черна пешка на бяло поле e6 · черен кон на бяло поле g6 · черна пешка на бяло поле d5 · бяла пешка на черно поле e5 · бяла дама на бяло поле h5 · бяла пешка на черно поле f4 · бял офицер на бяло поле d3 · бял топ на бяло поле f3 · бяла пешка на бяло поле a2 · бяла пешка на черно поле b2 · бял офицер на черно поле f2 · бяла пешка на бяло поле g2 · бяла пешка на черно поле h2 · бял топ на черно поле a1 · бял цар на бяло поле h1 | черен топ на бяло поле a8 · черна дама на черно поле d8 · черен топ на бяло поле e8 · черен цар на бяло поле g8 · черна пешка на черно поле a7 · черна пешка на бяло поле b7 · черен офицер на бяло поле d7 · черен кон на черно поле e7 · черна пешка на бяло поле f7 · черна пешка на черно поле g7 · черна пешка на бяло поле h7 · бял кон на черно поле d6 · черна пешка на бяло поле e6 · черен кон на бяло поле g6 · черна пешка на бяло поле d5 · бяла пешка на черно поле e5 · бяла дама на бяло поле h5 · бяла пешка на черно поле f4 · бял офицер на бяло поле d3 · бял топ на бяло поле f3 · бяла пешка на бяло поле a2 · бяла пешка на черно поле b2 · бял офицер на черно поле f2 · бяла пешка на бяло поле g2 · бяла пешка на черно поле h2 · бял топ на черно поле a1 · бял цар на бяло поле h1 | черен топ на бяло поле a8 · черна дама на черно поле d8 · черен топ на бяло поле e8 · черен цар на бяло поле g8 · черна пешка на черно поле a7 · черна пешка на бяло поле b7 · черен офицер на бяло поле d7 · черен кон на черно поле e7 · черна пешка на бяло поле f7 · черна пешка на черно поле g7 · черна пешка на бяло поле h7 · бял кон на черно поле d6 · черна пешка на бяло поле e6 · черен кон на бяло поле g6 · черна пешка на бяло поле d5 · бяла пешка на черно поле e5 · бяла дама на бяло поле h5 · бяла пешка на черно поле f4 · бял офицер на бяло поле d3 · бял топ на бяло поле f3 · бяла пешка на бяло поле a2 · бяла пешка на черно поле b2 · бял офицер на черно поле f2 · бяла пешка на бяло поле g2 · бяла пешка на черно поле h2 · бял топ на черно поле a1 · бял цар на бяло поле h1 | черен топ на бяло поле a8 · черна дама на черно поле d8 · черен топ на бяло поле e8 · черен цар на бяло поле g8 · черна пешка на черно поле a7 · черна пешка на бяло поле b7 · черен офицер на бяло поле d7 · черен кон на черно поле e7 · черна пешка на бяло поле f7 · черна пешка на черно поле g7 · черна пешка на бяло поле h7 · бял кон на черно поле d6 · черна пешка на бяло поле e6 · черен кон на бяло поле g6 · черна пешка на бяло поле d5 · бяла пешка на черно поле e5 · бяла дама на бяло поле h5 · бяла пешка на черно поле f4 · бял офицер на бяло поле d3 · бял топ на бяло поле f3 · бяла пешка на бяло поле a2 · бяла пешка на черно поле b2 · бял офицер на черно поле f2 · бяла пешка на бяло поле g2 · бяла пешка на черно поле h2 · бял топ на черно поле a1 · бял цар на бяло поле h1 | черен топ на бяло поле a8 · черна дама на черно поле d8 · черен топ на бяло поле e8 · черен цар на бяло поле g8 · черна пешка на черно поле a7 · черна пешка на бяло поле b7 · черен офицер на бяло поле d7 · черен кон на черно поле e7 · черна пешка на бяло поле f7 · черна пешка на черно поле g7 · черна пешка на бяло поле h7 · бял кон на черно поле d6 · черна пешка на бяло поле e6 · черен кон на бяло поле g6 · черна пешка на бяло поле d5 · бяла пешка на черно поле e5 · бяла дама на бяло поле h5 · бяла пешка на черно поле f4 · бял офицер на бяло поле d3 · бял топ на бяло поле f3 · бяла пешка на бяло поле a2 · бяла пешка на черно поле b2 · бял офицер на черно поле f2 · бяла пешка на бяло поле g2 · бяла пешка на черно поле h2 · бял топ на черно поле a1 · бял цар на бяло поле h1 | черен топ на бяло поле a8 · черна дама на черно поле d8 · черен топ на бяло поле e8 · черен цар на бяло поле g8 · черна пешка на черно поле a7 · черна пешка на бяло поле b7 · черен офицер на бяло поле d7 · черен кон на черно поле e7 · черна пешка на бяло поле f7 · черна пешка на черно поле g7 · черна пешка на бяло поле h7 · бял кон на черно поле d6 · черна пешка на бяло поле e6 · черен кон на бяло поле g6 · черна пешка на бяло поле d5 · бяла пешка на черно поле e5 · бяла дама на бяло поле h5 · бяла пешка на черно поле f4 · бял офицер на бяло поле d3 · бял топ на бяло поле f3 · бяла пешка на бяло поле a2 · бяла пешка на черно поле b2 · бял офицер на черно поле f2 · бяла пешка на бяло поле g2 · бяла пешка на черно поле h2 · бял топ на черно поле a1 · бял цар на бяло поле h1 | черен топ на бяло поле a8 · черна дама на черно поле d8 · черен топ на бяло поле e8 · черен цар на бяло поле g8 · черна пешка на черно поле a7 · черна пешка на бяло поле b7 · черен офицер на бяло поле d7 · черен кон на черно поле e7 · черна пешка на бяло поле f7 · черна пешка на черно поле g7 · черна пешка на бяло поле h7 · бял кон на черно поле d6 · черна пешка на бяло поле e6 · черен кон на бяло поле g6 · черна пешка на бяло поле d5 · бяла пешка на черно поле e5 · бяла дама на бяло поле h5 · бяла пешка на черно поле f4 · бял офицер на бяло поле d3 · бял топ на бяло поле f3 · бяла пешка на бяло поле a2 · бяла пешка на черно поле b2 · бял офицер на черно поле f2 · бяла пешка на бяло поле g2 · бяла пешка на черно поле h2 · бял топ на черно поле a1 · бял цар на бяло поле h1 | 2 |
| 1 | черен топ на бяло поле a8 · черна дама на черно поле d8 · черен топ на бяло поле e8 · черен цар на бяло поле g8 · черна пешка на черно поле a7 · черна пешка на бяло поле b7 · черен офицер на бяло поле d7 · черен кон на черно поле e7 · черна пешка на бяло поле f7 · черна пешка на черно поле g7 · черна пешка на бяло поле h7 · бял кон на черно поле d6 · черна пешка на бяло поле e6 · черен кон на бяло поле g6 · черна пешка на бяло поле d5 · бяла пешка на черно поле e5 · бяла дама на бяло поле h5 · бяла пешка на черно поле f4 · бял офицер на бяло поле d3 · бял топ на бяло поле f3 · бяла пешка на бяло поле a2 · бяла пешка на черно поле b2 · бял офицер на черно поле f2 · бяла пешка на бяло поле g2 · бяла пешка на черно поле h2 · бял топ на черно поле a1 · бял цар на бяло поле h1 | черен топ на бяло поле a8 · черна дама на черно поле d8 · черен топ на бяло поле e8 · черен цар на бяло поле g8 · черна пешка на черно поле a7 · черна пешка на бяло поле b7 · черен офицер на бяло поле d7 · черен кон на черно поле e7 · черна пешка на бяло поле f7 · черна пешка на черно поле g7 · черна пешка на бяло поле h7 · бял кон на черно поле d6 · черна пешка на бяло поле e6 · черен кон на бяло поле g6 · черна пешка на бяло поле d5 · бяла пешка на черно поле e5 · бяла дама на бяло поле h5 · бяла пешка на черно поле f4 · бял офицер на бяло поле d3 · бял топ на бяло поле f3 · бяла пешка на бяло поле a2 · бяла пешка на черно поле b2 · бял офицер на черно поле f2 · бяла пешка на бяло поле g2 · бяла пешка на черно поле h2 · бял топ на черно поле a1 · бял цар на бяло поле h1 | черен топ на бяло поле a8 · черна дама на черно поле d8 · черен топ на бяло поле e8 · черен цар на бяло поле g8 · черна пешка на черно поле a7 · черна пешка на бяло поле b7 · черен офицер на бяло поле d7 · черен кон на черно поле e7 · черна пешка на бяло поле f7 · черна пешка на черно поле g7 · черна пешка на бяло поле h7 · бял кон на черно поле d6 · черна пешка на бяло поле e6 · черен кон на бяло поле g6 · черна пешка на бяло поле d5 · бяла пешка на черно поле e5 · бяла дама на бяло поле h5 · бяла пешка на черно поле f4 · бял офицер на бяло поле d3 · бял топ на бяло поле f3 · бяла пешка на бяло поле a2 · бяла пешка на черно поле b2 · бял офицер на черно поле f2 · бяла пешка на бяло поле g2 · бяла пешка на черно поле h2 · бял топ на черно поле a1 · бял цар на бяло поле h1 | черен топ на бяло поле a8 · черна дама на черно поле d8 · черен топ на бяло поле e8 · черен цар на бяло поле g8 · черна пешка на черно поле a7 · черна пешка на бяло поле b7 · черен офицер на бяло поле d7 · черен кон на черно поле e7 · черна пешка на бяло поле f7 · черна пешка на черно поле g7 · черна пешка на бяло поле h7 · бял кон на черно поле d6 · черна пешка на бяло поле e6 · черен кон на бяло поле g6 · черна пешка на бяло поле d5 · бяла пешка на черно поле e5 · бяла дама на бяло поле h5 · бяла пешка на черно поле f4 · бял офицер на бяло поле d3 · бял топ на бяло поле f3 · бяла пешка на бяло поле a2 · бяла пешка на черно поле b2 · бял офицер на черно поле f2 · бяла пешка на бяло поле g2 · бяла пешка на черно поле h2 · бял топ на черно поле a1 · бял цар на бяло поле h1 | черен топ на бяло поле a8 · черна дама на черно поле d8 · черен топ на бяло поле e8 · черен цар на бяло поле g8 · черна пешка на черно поле a7 · черна пешка на бяло поле b7 · черен офицер на бяло поле d7 · черен кон на черно поле e7 · черна пешка на бяло поле f7 · черна пешка на черно поле g7 · черна пешка на бяло поле h7 · бял кон на черно поле d6 · черна пешка на бяло поле e6 · черен кон на бяло поле g6 · черна пешка на бяло поле d5 · бяла пешка на черно поле e5 · бяла дама на бяло поле h5 · бяла пешка на черно поле f4 · бял офицер на бяло поле d3 · бял топ на бяло поле f3 · бяла пешка на бяло поле a2 · бяла пешка на черно поле b2 · бял офицер на черно поле f2 · бяла пешка на бяло поле g2 · бяла пешка на черно поле h2 · бял топ на черно поле a1 · бял цар на бяло поле h1 | черен топ на бяло поле a8 · черна дама на черно поле d8 · черен топ на бяло поле e8 · черен цар на бяло поле g8 · черна пешка на черно поле a7 · черна пешка на бяло поле b7 · черен офицер на бяло поле d7 · черен кон на черно поле e7 · черна пешка на бяло поле f7 · черна пешка на черно поле g7 · черна пешка на бяло поле h7 · бял кон на черно поле d6 · черна пешка на бяло поле e6 · черен кон на бяло поле g6 · черна пешка на бяло поле d5 · бяла пешка на черно поле e5 · бяла дама на бяло поле h5 · бяла пешка на черно поле f4 · бял офицер на бяло поле d3 · бял топ на бяло поле f3 · бяла пешка на бяло поле a2 · бяла пешка на черно поле b2 · бял офицер на черно поле f2 · бяла пешка на бяло поле g2 · бяла пешка на черно поле h2 · бял топ на черно поле a1 · бял цар на бяло поле h1 | черен топ на бяло поле a8 · черна дама на черно поле d8 · черен топ на бяло поле e8 · черен цар на бяло поле g8 · черна пешка на черно поле a7 · черна пешка на бяло поле b7 · черен офицер на бяло поле d7 · черен кон на черно поле e7 · черна пешка на бяло поле f7 · черна пешка на черно поле g7 · черна пешка на бяло поле h7 · бял кон на черно поле d6 · черна пешка на бяло поле e6 · черен кон на бяло поле g6 · черна пешка на бяло поле d5 · бяла пешка на черно поле e5 · бяла дама на бяло поле h5 · бяла пешка на черно поле f4 · бял офицер на бяло поле d3 · бял топ на бяло поле f3 · бяла пешка на бяло поле a2 · бяла пешка на черно поле b2 · бял офицер на черно поле f2 · бяла пешка на бяло поле g2 · бяла пешка на черно поле h2 · бял топ на черно поле a1 · бял цар на бяло поле h1 | черен топ на бяло поле a8 · черна дама на черно поле d8 · черен топ на бяло поле e8 · черен цар на бяло поле g8 · черна пешка на черно поле a7 · черна пешка на бяло поле b7 · черен офицер на бяло поле d7 · черен кон на черно поле e7 · черна пешка на бяло поле f7 · черна пешка на черно поле g7 · черна пешка на бяло поле h7 · бял кон на черно поле d6 · черна пешка на бяло поле e6 · черен кон на бяло поле g6 · черна пешка на бяло поле d5 · бяла пешка на черно поле e5 · бяла дама на бяло поле h5 · бяла пешка на черно поле f4 · бял офицер на бяло поле d3 · бял топ на бяло поле f3 · бяла пешка на бяло поле a2 · бяла пешка на черно поле b2 · бял офицер на черно поле f2 · бяла пешка на бяло поле g2 · бяла пешка на черно поле h2 · бял топ на черно поле a1 · бял цар на бяло поле h1 | 1 |
|   | a | b | c | d | e | f | g | h |   |

|   | a | b | c | d | e | f | g | h |   |
| 8 | черен топ на бяло поле a8 · черен топ на бяло поле e8 · черен цар на бяло поле g8 · черна пешка на черно поле a7 · черна пешка на бяло поле b7 · черен офицер на бяло поле d7 · черна пешка на бяло поле f7 · черна пешка на черно поле g7 · бял кон на черно поле d6 · черна пешка на бяло поле e6 · бял офицер на черно поле f6 · черен кон на бяло поле g6 · черна пешка на черно поле h6 · черна пешка на бяло поле d5 · бяла пешка на черно поле e5 · бял офицер на бяло поле f5 · бяла дама на бяло поле h5 · бяла пешка на черно поле f4 · бял топ на бяло поле h3 · бяла пешка на бяло поле a2 · черна дама на черно поле b2 · бяла пешка на бяло поле g2 · бяла пешка на черно поле h2 · бял топ на бяло поле f1 · бял цар на бяло поле h1 | черен топ на бяло поле a8 · черен топ на бяло поле e8 · черен цар на бяло поле g8 · черна пешка на черно поле a7 · черна пешка на бяло поле b7 · черен офицер на бяло поле d7 · черна пешка на бяло поле f7 · черна пешка на черно поле g7 · бял кон на черно поле d6 · черна пешка на бяло поле e6 · бял офицер на черно поле f6 · черен кон на бяло поле g6 · черна пешка на черно поле h6 · черна пешка на бяло поле d5 · бяла пешка на черно поле e5 · бял офицер на бяло поле f5 · бяла дама на бяло поле h5 · бяла пешка на черно поле f4 · бял топ на бяло поле h3 · бяла пешка на бяло поле a2 · черна дама на черно поле b2 · бяла пешка на бяло поле g2 · бяла пешка на черно поле h2 · бял топ на бяло поле f1 · бял цар на бяло поле h1 | черен топ на бяло поле a8 · черен топ на бяло поле e8 · черен цар на бяло поле g8 · черна пешка на черно поле a7 · черна пешка на бяло поле b7 · черен офицер на бяло поле d7 · черна пешка на бяло поле f7 · черна пешка на черно поле g7 · бял кон на черно поле d6 · черна пешка на бяло поле e6 · бял офицер на черно поле f6 · черен кон на бяло поле g6 · черна пешка на черно поле h6 · черна пешка на бяло поле d5 · бяла пешка на черно поле e5 · бял офицер на бяло поле f5 · бяла дама на бяло поле h5 · бяла пешка на черно поле f4 · бял топ на бяло поле h3 · бяла пешка на бяло поле a2 · черна дама на черно поле b2 · бяла пешка на бяло поле g2 · бяла пешка на черно поле h2 · бял топ на бяло поле f1 · бял цар на бяло поле h1 | черен топ на бяло поле a8 · черен топ на бяло поле e8 · черен цар на бяло поле g8 · черна пешка на черно поле a7 · черна пешка на бяло поле b7 · черен офицер на бяло поле d7 · черна пешка на бяло поле f7 · черна пешка на черно поле g7 · бял кон на черно поле d6 · черна пешка на бяло поле e6 · бял офицер на черно поле f6 · черен кон на бяло поле g6 · черна пешка на черно поле h6 · черна пешка на бяло поле d5 · бяла пешка на черно поле e5 · бял офицер на бяло поле f5 · бяла дама на бяло поле h5 · бяла пешка на черно поле f4 · бял топ на бяло поле h3 · бяла пешка на бяло поле a2 · черна дама на черно поле b2 · бяла пешка на бяло поле g2 · бяла пешка на черно поле h2 · бял топ на бяло поле f1 · бял цар на бяло поле h1 | черен топ на бяло поле a8 · черен топ на бяло поле e8 · черен цар на бяло поле g8 · черна пешка на черно поле a7 · черна пешка на бяло поле b7 · черен офицер на бяло поле d7 · черна пешка на бяло поле f7 · черна пешка на черно поле g7 · бял кон на черно поле d6 · черна пешка на бяло поле e6 · бял офицер на черно поле f6 · черен кон на бяло поле g6 · черна пешка на черно поле h6 · черна пешка на бяло поле d5 · бяла пешка на черно поле e5 · бял офицер на бяло поле f5 · бяла дама на бяло поле h5 · бяла пешка на черно поле f4 · бял топ на бяло поле h3 · бяла пешка на бяло поле a2 · черна дама на черно поле b2 · бяла пешка на бяло поле g2 · бяла пешка на черно поле h2 · бял топ на бяло поле f1 · бял цар на бяло поле h1 | черен топ на бяло поле a8 · черен топ на бяло поле e8 · черен цар на бяло поле g8 · черна пешка на черно поле a7 · черна пешка на бяло поле b7 · черен офицер на бяло поле d7 · черна пешка на бяло поле f7 · черна пешка на черно поле g7 · бял кон на черно поле d6 · черна пешка на бяло поле e6 · бял офицер на черно поле f6 · черен кон на бяло поле g6 · черна пешка на черно поле h6 · черна пешка на бяло поле d5 · бяла пешка на черно поле e5 · бял офицер на бяло поле f5 · бяла дама на бяло поле h5 · бяла пешка на черно поле f4 · бял топ на бяло поле h3 · бяла пешка на бяло поле a2 · черна дама на черно поле b2 · бяла пешка на бяло поле g2 · бяла пешка на черно поле h2 · бял топ на бяло поле f1 · бял цар на бяло поле h1 | черен топ на бяло поле a8 · черен топ на бяло поле e8 · черен цар на бяло поле g8 · черна пешка на черно поле a7 · черна пешка на бяло поле b7 · черен офицер на бяло поле d7 · черна пешка на бяло поле f7 · черна пешка на черно поле g7 · бял кон на черно поле d6 · черна пешка на бяло поле e6 · бял офицер на черно поле f6 · черен кон на бяло поле g6 · черна пешка на черно поле h6 · черна пешка на бяло поле d5 · бяла пешка на черно поле e5 · бял офицер на бяло поле f5 · бяла дама на бяло поле h5 · бяла пешка на черно поле f4 · бял топ на бяло поле h3 · бяла пешка на бяло поле a2 · черна дама на черно поле b2 · бяла пешка на бяло поле g2 · бяла пешка на черно поле h2 · бял топ на бяло поле f1 · бял цар на бяло поле h1 | черен топ на бяло поле a8 · черен топ на бяло поле e8 · черен цар на бяло поле g8 · черна пешка на черно поле a7 · черна пешка на бяло поле b7 · черен офицер на бяло поле d7 · черна пешка на бяло поле f7 · черна пешка на черно поле g7 · бял кон на черно поле d6 · черна пешка на бяло поле e6 · бял офицер на черно поле f6 · черен кон на бяло поле g6 · черна пешка на черно поле h6 · черна пешка на бяло поле d5 · бяла пешка на черно поле e5 · бял офицер на бяло поле f5 · бяла дама на бяло поле h5 · бяла пешка на черно поле f4 · бял топ на бяло поле h3 · бяла пешка на бяло поле a2 · черна дама на черно поле b2 · бяла пешка на бяло поле g2 · бяла пешка на черно поле h2 · бял топ на бяло поле f1 · бял цар на бяло поле h1 | 8 |
| 7 | черен топ на бяло поле a8 · черен топ на бяло поле e8 · черен цар на бяло поле g8 · черна пешка на черно поле a7 · черна пешка на бяло поле b7 · черен офицер на бяло поле d7 · черна пешка на бяло поле f7 · черна пешка на черно поле g7 · бял кон на черно поле d6 · черна пешка на бяло поле e6 · бял офицер на черно поле f6 · черен кон на бяло поле g6 · черна пешка на черно поле h6 · черна пешка на бяло поле d5 · бяла пешка на черно поле e5 · бял офицер на бяло поле f5 · бяла дама на бяло поле h5 · бяла пешка на черно поле f4 · бял топ на бяло поле h3 · бяла пешка на бяло поле a2 · черна дама на черно поле b2 · бяла пешка на бяло поле g2 · бяла пешка на черно поле h2 · бял топ на бяло поле f1 · бял цар на бяло поле h1 | черен топ на бяло поле a8 · черен топ на бяло поле e8 · черен цар на бяло поле g8 · черна пешка на черно поле a7 · черна пешка на бяло поле b7 · черен офицер на бяло поле d7 · черна пешка на бяло поле f7 · черна пешка на черно поле g7 · бял кон на черно поле d6 · черна пешка на бяло поле e6 · бял офицер на черно поле f6 · черен кон на бяло поле g6 · черна пешка на черно поле h6 · черна пешка на бяло поле d5 · бяла пешка на черно поле e5 · бял офицер на бяло поле f5 · бяла дама на бяло поле h5 · бяла пешка на черно поле f4 · бял топ на бяло поле h3 · бяла пешка на бяло поле a2 · черна дама на черно поле b2 · бяла пешка на бяло поле g2 · бяла пешка на черно поле h2 · бял топ на бяло поле f1 · бял цар на бяло поле h1 | черен топ на бяло поле a8 · черен топ на бяло поле e8 · черен цар на бяло поле g8 · черна пешка на черно поле a7 · черна пешка на бяло поле b7 · черен офицер на бяло поле d7 · черна пешка на бяло поле f7 · черна пешка на черно поле g7 · бял кон на черно поле d6 · черна пешка на бяло поле e6 · бял офицер на черно поле f6 · черен кон на бяло поле g6 · черна пешка на черно поле h6 · черна пешка на бяло поле d5 · бяла пешка на черно поле e5 · бял офицер на бяло поле f5 · бяла дама на бяло поле h5 · бяла пешка на черно поле f4 · бял топ на бяло поле h3 · бяла пешка на бяло поле a2 · черна дама на черно поле b2 · бяла пешка на бяло поле g2 · бяла пешка на черно поле h2 · бял топ на бяло поле f1 · бял цар на бяло поле h1 | черен топ на бяло поле a8 · черен топ на бяло поле e8 · черен цар на бяло поле g8 · черна пешка на черно поле a7 · черна пешка на бяло поле b7 · черен офицер на бяло поле d7 · черна пешка на бяло поле f7 · черна пешка на черно поле g7 · бял кон на черно поле d6 · черна пешка на бяло поле e6 · бял офицер на черно поле f6 · черен кон на бяло поле g6 · черна пешка на черно поле h6 · черна пешка на бяло поле d5 · бяла пешка на черно поле e5 · бял офицер на бяло поле f5 · бяла дама на бяло поле h5 · бяла пешка на черно поле f4 · бял топ на бяло поле h3 · бяла пешка на бяло поле a2 · черна дама на черно поле b2 · бяла пешка на бяло поле g2 · бяла пешка на черно поле h2 · бял топ на бяло поле f1 · бял цар на бяло поле h1 | черен топ на бяло поле a8 · черен топ на бяло поле e8 · черен цар на бяло поле g8 · черна пешка на черно поле a7 · черна пешка на бяло поле b7 · черен офицер на бяло поле d7 · черна пешка на бяло поле f7 · черна пешка на черно поле g7 · бял кон на черно поле d6 · черна пешка на бяло поле e6 · бял офицер на черно поле f6 · черен кон на бяло поле g6 · черна пешка на черно поле h6 · черна пешка на бяло поле d5 · бяла пешка на черно поле e5 · бял офицер на бяло поле f5 · бяла дама на бяло поле h5 · бяла пешка на черно поле f4 · бял топ на бяло поле h3 · бяла пешка на бяло поле a2 · черна дама на черно поле b2 · бяла пешка на бяло поле g2 · бяла пешка на черно поле h2 · бял топ на бяло поле f1 · бял цар на бяло поле h1 | черен топ на бяло поле a8 · черен топ на бяло поле e8 · черен цар на бяло поле g8 · черна пешка на черно поле a7 · черна пешка на бяло поле b7 · черен офицер на бяло поле d7 · черна пешка на бяло поле f7 · черна пешка на черно поле g7 · бял кон на черно поле d6 · черна пешка на бяло поле e6 · бял офицер на черно поле f6 · черен кон на бяло поле g6 · черна пешка на черно поле h6 · черна пешка на бяло поле d5 · бяла пешка на черно поле e5 · бял офицер на бяло поле f5 · бяла дама на бяло поле h5 · бяла пешка на черно поле f4 · бял топ на бяло поле h3 · бяла пешка на бяло поле a2 · черна дама на черно поле b2 · бяла пешка на бяло поле g2 · бяла пешка на черно поле h2 · бял топ на бяло поле f1 · бял цар на бяло поле h1 | черен топ на бяло поле a8 · черен топ на бяло поле e8 · черен цар на бяло поле g8 · черна пешка на черно поле a7 · черна пешка на бяло поле b7 · черен офицер на бяло поле d7 · черна пешка на бяло поле f7 · черна пешка на черно поле g7 · бял кон на черно поле d6 · черна пешка на бяло поле e6 · бял офицер на черно поле f6 · черен кон на бяло поле g6 · черна пешка на черно поле h6 · черна пешка на бяло поле d5 · бяла пешка на черно поле e5 · бял офицер на бяло поле f5 · бяла дама на бяло поле h5 · бяла пешка на черно поле f4 · бял топ на бяло поле h3 · бяла пешка на бяло поле a2 · черна дама на черно поле b2 · бяла пешка на бяло поле g2 · бяла пешка на черно поле h2 · бял топ на бяло поле f1 · бял цар на бяло поле h1 | черен топ на бяло поле a8 · черен топ на бяло поле e8 · черен цар на бяло поле g8 · черна пешка на черно поле a7 · черна пешка на бяло поле b7 · черен офицер на бяло поле d7 · черна пешка на бяло поле f7 · черна пешка на черно поле g7 · бял кон на черно поле d6 · черна пешка на бяло поле e6 · бял офицер на черно поле f6 · черен кон на бяло поле g6 · черна пешка на черно поле h6 · черна пешка на бяло поле d5 · бяла пешка на черно поле e5 · бял офицер на бяло поле f5 · бяла дама на бяло поле h5 · бяла пешка на черно поле f4 · бял топ на бяло поле h3 · бяла пешка на бяло поле a2 · черна дама на черно поле b2 · бяла пешка на бяло поле g2 · бяла пешка на черно поле h2 · бял топ на бяло поле f1 · бял цар на бяло поле h1 | 7 |
| 6 | черен топ на бяло поле a8 · черен топ на бяло поле e8 · черен цар на бяло поле g8 · черна пешка на черно поле a7 · черна пешка на бяло поле b7 · черен офицер на бяло поле d7 · черна пешка на бяло поле f7 · черна пешка на черно поле g7 · бял кон на черно поле d6 · черна пешка на бяло поле e6 · бял офицер на черно поле f6 · черен кон на бяло поле g6 · черна пешка на черно поле h6 · черна пешка на бяло поле d5 · бяла пешка на черно поле e5 · бял офицер на бяло поле f5 · бяла дама на бяло поле h5 · бяла пешка на черно поле f4 · бял топ на бяло поле h3 · бяла пешка на бяло поле a2 · черна дама на черно поле b2 · бяла пешка на бяло поле g2 · бяла пешка на черно поле h2 · бял топ на бяло поле f1 · бял цар на бяло поле h1 | черен топ на бяло поле a8 · черен топ на бяло поле e8 · черен цар на бяло поле g8 · черна пешка на черно поле a7 · черна пешка на бяло поле b7 · черен офицер на бяло поле d7 · черна пешка на бяло поле f7 · черна пешка на черно поле g7 · бял кон на черно поле d6 · черна пешка на бяло поле e6 · бял офицер на черно поле f6 · черен кон на бяло поле g6 · черна пешка на черно поле h6 · черна пешка на бяло поле d5 · бяла пешка на черно поле e5 · бял офицер на бяло поле f5 · бяла дама на бяло поле h5 · бяла пешка на черно поле f4 · бял топ на бяло поле h3 · бяла пешка на бяло поле a2 · черна дама на черно поле b2 · бяла пешка на бяло поле g2 · бяла пешка на черно поле h2 · бял топ на бяло поле f1 · бял цар на бяло поле h1 | черен топ на бяло поле a8 · черен топ на бяло поле e8 · черен цар на бяло поле g8 · черна пешка на черно поле a7 · черна пешка на бяло поле b7 · черен офицер на бяло поле d7 · черна пешка на бяло поле f7 · черна пешка на черно поле g7 · бял кон на черно поле d6 · черна пешка на бяло поле e6 · бял офицер на черно поле f6 · черен кон на бяло поле g6 · черна пешка на черно поле h6 · черна пешка на бяло поле d5 · бяла пешка на черно поле e5 · бял офицер на бяло поле f5 · бяла дама на бяло поле h5 · бяла пешка на черно поле f4 · бял топ на бяло поле h3 · бяла пешка на бяло поле a2 · черна дама на черно поле b2 · бяла пешка на бяло поле g2 · бяла пешка на черно поле h2 · бял топ на бяло поле f1 · бял цар на бяло поле h1 | черен топ на бяло поле a8 · черен топ на бяло поле e8 · черен цар на бяло поле g8 · черна пешка на черно поле a7 · черна пешка на бяло поле b7 · черен офицер на бяло поле d7 · черна пешка на бяло поле f7 · черна пешка на черно поле g7 · бял кон на черно поле d6 · черна пешка на бяло поле e6 · бял офицер на черно поле f6 · черен кон на бяло поле g6 · черна пешка на черно поле h6 · черна пешка на бяло поле d5 · бяла пешка на черно поле e5 · бял офицер на бяло поле f5 · бяла дама на бяло поле h5 · бяла пешка на черно поле f4 · бял топ на бяло поле h3 · бяла пешка на бяло поле a2 · черна дама на черно поле b2 · бяла пешка на бяло поле g2 · бяла пешка на черно поле h2 · бял топ на бяло поле f1 · бял цар на бяло поле h1 | черен топ на бяло поле a8 · черен топ на бяло поле e8 · черен цар на бяло поле g8 · черна пешка на черно поле a7 · черна пешка на бяло поле b7 · черен офицер на бяло поле d7 · черна пешка на бяло поле f7 · черна пешка на черно поле g7 · бял кон на черно поле d6 · черна пешка на бяло поле e6 · бял офицер на черно поле f6 · черен кон на бяло поле g6 · черна пешка на черно поле h6 · черна пешка на бяло поле d5 · бяла пешка на черно поле e5 · бял офицер на бяло поле f5 · бяла дама на бяло поле h5 · бяла пешка на черно поле f4 · бял топ на бяло поле h3 · бяла пешка на бяло поле a2 · черна дама на черно поле b2 · бяла пешка на бяло поле g2 · бяла пешка на черно поле h2 · бял топ на бяло поле f1 · бял цар на бяло поле h1 | черен топ на бяло поле a8 · черен топ на бяло поле e8 · черен цар на бяло поле g8 · черна пешка на черно поле a7 · черна пешка на бяло поле b7 · черен офицер на бяло поле d7 · черна пешка на бяло поле f7 · черна пешка на черно поле g7 · бял кон на черно поле d6 · черна пешка на бяло поле e6 · бял офицер на черно поле f6 · черен кон на бяло поле g6 · черна пешка на черно поле h6 · черна пешка на бяло поле d5 · бяла пешка на черно поле e5 · бял офицер на бяло поле f5 · бяла дама на бяло поле h5 · бяла пешка на черно поле f4 · бял топ на бяло поле h3 · бяла пешка на бяло поле a2 · черна дама на черно поле b2 · бяла пешка на бяло поле g2 · бяла пешка на черно поле h2 · бял топ на бяло поле f1 · бял цар на бяло поле h1 | черен топ на бяло поле a8 · черен топ на бяло поле e8 · черен цар на бяло поле g8 · черна пешка на черно поле a7 · черна пешка на бяло поле b7 · черен офицер на бяло поле d7 · черна пешка на бяло поле f7 · черна пешка на черно поле g7 · бял кон на черно поле d6 · черна пешка на бяло поле e6 · бял офицер на черно поле f6 · черен кон на бяло поле g6 · черна пешка на черно поле h6 · черна пешка на бяло поле d5 · бяла пешка на черно поле e5 · бял офицер на бяло поле f5 · бяла дама на бяло поле h5 · бяла пешка на черно поле f4 · бял топ на бяло поле h3 · бяла пешка на бяло поле a2 · черна дама на черно поле b2 · бяла пешка на бяло поле g2 · бяла пешка на черно поле h2 · бял топ на бяло поле f1 · бял цар на бяло поле h1 | черен топ на бяло поле a8 · черен топ на бяло поле e8 · черен цар на бяло поле g8 · черна пешка на черно поле a7 · черна пешка на бяло поле b7 · черен офицер на бяло поле d7 · черна пешка на бяло поле f7 · черна пешка на черно поле g7 · бял кон на черно поле d6 · черна пешка на бяло поле e6 · бял офицер на черно поле f6 · черен кон на бяло поле g6 · черна пешка на черно поле h6 · черна пешка на бяло поле d5 · бяла пешка на черно поле e5 · бял офицер на бяло поле f5 · бяла дама на бяло поле h5 · бяла пешка на черно поле f4 · бял топ на бяло поле h3 · бяла пешка на бяло поле a2 · черна дама на черно поле b2 · бяла пешка на бяло поле g2 · бяла пешка на черно поле h2 · бял топ на бяло поле f1 · бял цар на бяло поле h1 | 6 |
| 5 | черен топ на бяло поле a8 · черен топ на бяло поле e8 · черен цар на бяло поле g8 · черна пешка на черно поле a7 · черна пешка на бяло поле b7 · черен офицер на бяло поле d7 · черна пешка на бяло поле f7 · черна пешка на черно поле g7 · бял кон на черно поле d6 · черна пешка на бяло поле e6 · бял офицер на черно поле f6 · черен кон на бяло поле g6 · черна пешка на черно поле h6 · черна пешка на бяло поле d5 · бяла пешка на черно поле e5 · бял офицер на бяло поле f5 · бяла дама на бяло поле h5 · бяла пешка на черно поле f4 · бял топ на бяло поле h3 · бяла пешка на бяло поле a2 · черна дама на черно поле b2 · бяла пешка на бяло поле g2 · бяла пешка на черно поле h2 · бял топ на бяло поле f1 · бял цар на бяло поле h1 | черен топ на бяло поле a8 · черен топ на бяло поле e8 · черен цар на бяло поле g8 · черна пешка на черно поле a7 · черна пешка на бяло поле b7 · черен офицер на бяло поле d7 · черна пешка на бяло поле f7 · черна пешка на черно поле g7 · бял кон на черно поле d6 · черна пешка на бяло поле e6 · бял офицер на черно поле f6 · черен кон на бяло поле g6 · черна пешка на черно поле h6 · черна пешка на бяло поле d5 · бяла пешка на черно поле e5 · бял офицер на бяло поле f5 · бяла дама на бяло поле h5 · бяла пешка на черно поле f4 · бял топ на бяло поле h3 · бяла пешка на бяло поле a2 · черна дама на черно поле b2 · бяла пешка на бяло поле g2 · бяла пешка на черно поле h2 · бял топ на бяло поле f1 · бял цар на бяло поле h1 | черен топ на бяло поле a8 · черен топ на бяло поле e8 · черен цар на бяло поле g8 · черна пешка на черно поле a7 · черна пешка на бяло поле b7 · черен офицер на бяло поле d7 · черна пешка на бяло поле f7 · черна пешка на черно поле g7 · бял кон на черно поле d6 · черна пешка на бяло поле e6 · бял офицер на черно поле f6 · черен кон на бяло поле g6 · черна пешка на черно поле h6 · черна пешка на бяло поле d5 · бяла пешка на черно поле e5 · бял офицер на бяло поле f5 · бяла дама на бяло поле h5 · бяла пешка на черно поле f4 · бял топ на бяло поле h3 · бяла пешка на бяло поле a2 · черна дама на черно поле b2 · бяла пешка на бяло поле g2 · бяла пешка на черно поле h2 · бял топ на бяло поле f1 · бял цар на бяло поле h1 | черен топ на бяло поле a8 · черен топ на бяло поле e8 · черен цар на бяло поле g8 · черна пешка на черно поле a7 · черна пешка на бяло поле b7 · черен офицер на бяло поле d7 · черна пешка на бяло поле f7 · черна пешка на черно поле g7 · бял кон на черно поле d6 · черна пешка на бяло поле e6 · бял офицер на черно поле f6 · черен кон на бяло поле g6 · черна пешка на черно поле h6 · черна пешка на бяло поле d5 · бяла пешка на черно поле e5 · бял офицер на бяло поле f5 · бяла дама на бяло поле h5 · бяла пешка на черно поле f4 · бял топ на бяло поле h3 · бяла пешка на бяло поле a2 · черна дама на черно поле b2 · бяла пешка на бяло поле g2 · бяла пешка на черно поле h2 · бял топ на бяло поле f1 · бял цар на бяло поле h1 | черен топ на бяло поле a8 · черен топ на бяло поле e8 · черен цар на бяло поле g8 · черна пешка на черно поле a7 · черна пешка на бяло поле b7 · черен офицер на бяло поле d7 · черна пешка на бяло поле f7 · черна пешка на черно поле g7 · бял кон на черно поле d6 · черна пешка на бяло поле e6 · бял офицер на черно поле f6 · черен кон на бяло поле g6 · черна пешка на черно поле h6 · черна пешка на бяло поле d5 · бяла пешка на черно поле e5 · бял офицер на бяло поле f5 · бяла дама на бяло поле h5 · бяла пешка на черно поле f4 · бял топ на бяло поле h3 · бяла пешка на бяло поле a2 · черна дама на черно поле b2 · бяла пешка на бяло поле g2 · бяла пешка на черно поле h2 · бял топ на бяло поле f1 · бял цар на бяло поле h1 | черен топ на бяло поле a8 · черен топ на бяло поле e8 · черен цар на бяло поле g8 · черна пешка на черно поле a7 · черна пешка на бяло поле b7 · черен офицер на бяло поле d7 · черна пешка на бяло поле f7 · черна пешка на черно поле g7 · бял кон на черно поле d6 · черна пешка на бяло поле e6 · бял офицер на черно поле f6 · черен кон на бяло поле g6 · черна пешка на черно поле h6 · черна пешка на бяло поле d5 · бяла пешка на черно поле e5 · бял офицер на бяло поле f5 · бяла дама на бяло поле h5 · бяла пешка на черно поле f4 · бял топ на бяло поле h3 · бяла пешка на бяло поле a2 · черна дама на черно поле b2 · бяла пешка на бяло поле g2 · бяла пешка на черно поле h2 · бял топ на бяло поле f1 · бял цар на бяло поле h1 | черен топ на бяло поле a8 · черен топ на бяло поле e8 · черен цар на бяло поле g8 · черна пешка на черно поле a7 · черна пешка на бяло поле b7 · черен офицер на бяло поле d7 · черна пешка на бяло поле f7 · черна пешка на черно поле g7 · бял кон на черно поле d6 · черна пешка на бяло поле e6 · бял офицер на черно поле f6 · черен кон на бяло поле g6 · черна пешка на черно поле h6 · черна пешка на бяло поле d5 · бяла пешка на черно поле e5 · бял офицер на бяло поле f5 · бяла дама на бяло поле h5 · бяла пешка на черно поле f4 · бял топ на бяло поле h3 · бяла пешка на бяло поле a2 · черна дама на черно поле b2 · бяла пешка на бяло поле g2 · бяла пешка на черно поле h2 · бял топ на бяло поле f1 · бял цар на бяло поле h1 | черен топ на бяло поле a8 · черен топ на бяло поле e8 · черен цар на бяло поле g8 · черна пешка на черно поле a7 · черна пешка на бяло поле b7 · черен офицер на бяло поле d7 · черна пешка на бяло поле f7 · черна пешка на черно поле g7 · бял кон на черно поле d6 · черна пешка на бяло поле e6 · бял офицер на черно поле f6 · черен кон на бяло поле g6 · черна пешка на черно поле h6 · черна пешка на бяло поле d5 · бяла пешка на черно поле e5 · бял офицер на бяло поле f5 · бяла дама на бяло поле h5 · бяла пешка на черно поле f4 · бял топ на бяло поле h3 · бяла пешка на бяло поле a2 · черна дама на черно поле b2 · бяла пешка на бяло поле g2 · бяла пешка на черно поле h2 · бял топ на бяло поле f1 · бял цар на бяло поле h1 | 5 |
| 4 | черен топ на бяло поле a8 · черен топ на бяло поле e8 · черен цар на бяло поле g8 · черна пешка на черно поле a7 · черна пешка на бяло поле b7 · черен офицер на бяло поле d7 · черна пешка на бяло поле f7 · черна пешка на черно поле g7 · бял кон на черно поле d6 · черна пешка на бяло поле e6 · бял офицер на черно поле f6 · черен кон на бяло поле g6 · черна пешка на черно поле h6 · черна пешка на бяло поле d5 · бяла пешка на черно поле e5 · бял офицер на бяло поле f5 · бяла дама на бяло поле h5 · бяла пешка на черно поле f4 · бял топ на бяло поле h3 · бяла пешка на бяло поле a2 · черна дама на черно поле b2 · бяла пешка на бяло поле g2 · бяла пешка на черно поле h2 · бял топ на бяло поле f1 · бял цар на бяло поле h1 | черен топ на бяло поле a8 · черен топ на бяло поле e8 · черен цар на бяло поле g8 · черна пешка на черно поле a7 · черна пешка на бяло поле b7 · черен офицер на бяло поле d7 · черна пешка на бяло поле f7 · черна пешка на черно поле g7 · бял кон на черно поле d6 · черна пешка на бяло поле e6 · бял офицер на черно поле f6 · черен кон на бяло поле g6 · черна пешка на черно поле h6 · черна пешка на бяло поле d5 · бяла пешка на черно поле e5 · бял офицер на бяло поле f5 · бяла дама на бяло поле h5 · бяла пешка на черно поле f4 · бял топ на бяло поле h3 · бяла пешка на бяло поле a2 · черна дама на черно поле b2 · бяла пешка на бяло поле g2 · бяла пешка на черно поле h2 · бял топ на бяло поле f1 · бял цар на бяло поле h1 | черен топ на бяло поле a8 · черен топ на бяло поле e8 · черен цар на бяло поле g8 · черна пешка на черно поле a7 · черна пешка на бяло поле b7 · черен офицер на бяло поле d7 · черна пешка на бяло поле f7 · черна пешка на черно поле g7 · бял кон на черно поле d6 · черна пешка на бяло поле e6 · бял офицер на черно поле f6 · черен кон на бяло поле g6 · черна пешка на черно поле h6 · черна пешка на бяло поле d5 · бяла пешка на черно поле e5 · бял офицер на бяло поле f5 · бяла дама на бяло поле h5 · бяла пешка на черно поле f4 · бял топ на бяло поле h3 · бяла пешка на бяло поле a2 · черна дама на черно поле b2 · бяла пешка на бяло поле g2 · бяла пешка на черно поле h2 · бял топ на бяло поле f1 · бял цар на бяло поле h1 | черен топ на бяло поле a8 · черен топ на бяло поле e8 · черен цар на бяло поле g8 · черна пешка на черно поле a7 · черна пешка на бяло поле b7 · черен офицер на бяло поле d7 · черна пешка на бяло поле f7 · черна пешка на черно поле g7 · бял кон на черно поле d6 · черна пешка на бяло поле e6 · бял офицер на черно поле f6 · черен кон на бяло поле g6 · черна пешка на черно поле h6 · черна пешка на бяло поле d5 · бяла пешка на черно поле e5 · бял офицер на бяло поле f5 · бяла дама на бяло поле h5 · бяла пешка на черно поле f4 · бял топ на бяло поле h3 · бяла пешка на бяло поле a2 · черна дама на черно поле b2 · бяла пешка на бяло поле g2 · бяла пешка на черно поле h2 · бял топ на бяло поле f1 · бял цар на бяло поле h1 | черен топ на бяло поле a8 · черен топ на бяло поле e8 · черен цар на бяло поле g8 · черна пешка на черно поле a7 · черна пешка на бяло поле b7 · черен офицер на бяло поле d7 · черна пешка на бяло поле f7 · черна пешка на черно поле g7 · бял кон на черно поле d6 · черна пешка на бяло поле e6 · бял офицер на черно поле f6 · черен кон на бяло поле g6 · черна пешка на черно поле h6 · черна пешка на бяло поле d5 · бяла пешка на черно поле e5 · бял офицер на бяло поле f5 · бяла дама на бяло поле h5 · бяла пешка на черно поле f4 · бял топ на бяло поле h3 · бяла пешка на бяло поле a2 · черна дама на черно поле b2 · бяла пешка на бяло поле g2 · бяла пешка на черно поле h2 · бял топ на бяло поле f1 · бял цар на бяло поле h1 | черен топ на бяло поле a8 · черен топ на бяло поле e8 · черен цар на бяло поле g8 · черна пешка на черно поле a7 · черна пешка на бяло поле b7 · черен офицер на бяло поле d7 · черна пешка на бяло поле f7 · черна пешка на черно поле g7 · бял кон на черно поле d6 · черна пешка на бяло поле e6 · бял офицер на черно поле f6 · черен кон на бяло поле g6 · черна пешка на черно поле h6 · черна пешка на бяло поле d5 · бяла пешка на черно поле e5 · бял офицер на бяло поле f5 · бяла дама на бяло поле h5 · бяла пешка на черно поле f4 · бял топ на бяло поле h3 · бяла пешка на бяло поле a2 · черна дама на черно поле b2 · бяла пешка на бяло поле g2 · бяла пешка на черно поле h2 · бял топ на бяло поле f1 · бял цар на бяло поле h1 | черен топ на бяло поле a8 · черен топ на бяло поле e8 · черен цар на бяло поле g8 · черна пешка на черно поле a7 · черна пешка на бяло поле b7 · черен офицер на бяло поле d7 · черна пешка на бяло поле f7 · черна пешка на черно поле g7 · бял кон на черно поле d6 · черна пешка на бяло поле e6 · бял офицер на черно поле f6 · черен кон на бяло поле g6 · черна пешка на черно поле h6 · черна пешка на бяло поле d5 · бяла пешка на черно поле e5 · бял офицер на бяло поле f5 · бяла дама на бяло поле h5 · бяла пешка на черно поле f4 · бял топ на бяло поле h3 · бяла пешка на бяло поле a2 · черна дама на черно поле b2 · бяла пешка на бяло поле g2 · бяла пешка на черно поле h2 · бял топ на бяло поле f1 · бял цар на бяло поле h1 | черен топ на бяло поле a8 · черен топ на бяло поле e8 · черен цар на бяло поле g8 · черна пешка на черно поле a7 · черна пешка на бяло поле b7 · черен офицер на бяло поле d7 · черна пешка на бяло поле f7 · черна пешка на черно поле g7 · бял кон на черно поле d6 · черна пешка на бяло поле e6 · бял офицер на черно поле f6 · черен кон на бяло поле g6 · черна пешка на черно поле h6 · черна пешка на бяло поле d5 · бяла пешка на черно поле e5 · бял офицер на бяло поле f5 · бяла дама на бяло поле h5 · бяла пешка на черно поле f4 · бял топ на бяло поле h3 · бяла пешка на бяло поле a2 · черна дама на черно поле b2 · бяла пешка на бяло поле g2 · бяла пешка на черно поле h2 · бял топ на бяло поле f1 · бял цар на бяло поле h1 | 4 |
| 3 | черен топ на бяло поле a8 · черен топ на бяло поле e8 · черен цар на бяло поле g8 · черна пешка на черно поле a7 · черна пешка на бяло поле b7 · черен офицер на бяло поле d7 · черна пешка на бяло поле f7 · черна пешка на черно поле g7 · бял кон на черно поле d6 · черна пешка на бяло поле e6 · бял офицер на черно поле f6 · черен кон на бяло поле g6 · черна пешка на черно поле h6 · черна пешка на бяло поле d5 · бяла пешка на черно поле e5 · бял офицер на бяло поле f5 · бяла дама на бяло поле h5 · бяла пешка на черно поле f4 · бял топ на бяло поле h3 · бяла пешка на бяло поле a2 · черна дама на черно поле b2 · бяла пешка на бяло поле g2 · бяла пешка на черно поле h2 · бял топ на бяло поле f1 · бял цар на бяло поле h1 | черен топ на бяло поле a8 · черен топ на бяло поле e8 · черен цар на бяло поле g8 · черна пешка на черно поле a7 · черна пешка на бяло поле b7 · черен офицер на бяло поле d7 · черна пешка на бяло поле f7 · черна пешка на черно поле g7 · бял кон на черно поле d6 · черна пешка на бяло поле e6 · бял офицер на черно поле f6 · черен кон на бяло поле g6 · черна пешка на черно поле h6 · черна пешка на бяло поле d5 · бяла пешка на черно поле e5 · бял офицер на бяло поле f5 · бяла дама на бяло поле h5 · бяла пешка на черно поле f4 · бял топ на бяло поле h3 · бяла пешка на бяло поле a2 · черна дама на черно поле b2 · бяла пешка на бяло поле g2 · бяла пешка на черно поле h2 · бял топ на бяло поле f1 · бял цар на бяло поле h1 | черен топ на бяло поле a8 · черен топ на бяло поле e8 · черен цар на бяло поле g8 · черна пешка на черно поле a7 · черна пешка на бяло поле b7 · черен офицер на бяло поле d7 · черна пешка на бяло поле f7 · черна пешка на черно поле g7 · бял кон на черно поле d6 · черна пешка на бяло поле e6 · бял офицер на черно поле f6 · черен кон на бяло поле g6 · черна пешка на черно поле h6 · черна пешка на бяло поле d5 · бяла пешка на черно поле e5 · бял офицер на бяло поле f5 · бяла дама на бяло поле h5 · бяла пешка на черно поле f4 · бял топ на бяло поле h3 · бяла пешка на бяло поле a2 · черна дама на черно поле b2 · бяла пешка на бяло поле g2 · бяла пешка на черно поле h2 · бял топ на бяло поле f1 · бял цар на бяло поле h1 | черен топ на бяло поле a8 · черен топ на бяло поле e8 · черен цар на бяло поле g8 · черна пешка на черно поле a7 · черна пешка на бяло поле b7 · черен офицер на бяло поле d7 · черна пешка на бяло поле f7 · черна пешка на черно поле g7 · бял кон на черно поле d6 · черна пешка на бяло поле e6 · бял офицер на черно поле f6 · черен кон на бяло поле g6 · черна пешка на черно поле h6 · черна пешка на бяло поле d5 · бяла пешка на черно поле e5 · бял офицер на бяло поле f5 · бяла дама на бяло поле h5 · бяла пешка на черно поле f4 · бял топ на бяло поле h3 · бяла пешка на бяло поле a2 · черна дама на черно поле b2 · бяла пешка на бяло поле g2 · бяла пешка на черно поле h2 · бял топ на бяло поле f1 · бял цар на бяло поле h1 | черен топ на бяло поле a8 · черен топ на бяло поле e8 · черен цар на бяло поле g8 · черна пешка на черно поле a7 · черна пешка на бяло поле b7 · черен офицер на бяло поле d7 · черна пешка на бяло поле f7 · черна пешка на черно поле g7 · бял кон на черно поле d6 · черна пешка на бяло поле e6 · бял офицер на черно поле f6 · черен кон на бяло поле g6 · черна пешка на черно поле h6 · черна пешка на бяло поле d5 · бяла пешка на черно поле e5 · бял офицер на бяло поле f5 · бяла дама на бяло поле h5 · бяла пешка на черно поле f4 · бял топ на бяло поле h3 · бяла пешка на бяло поле a2 · черна дама на черно поле b2 · бяла пешка на бяло поле g2 · бяла пешка на черно поле h2 · бял топ на бяло поле f1 · бял цар на бяло поле h1 | черен топ на бяло поле a8 · черен топ на бяло поле e8 · черен цар на бяло поле g8 · черна пешка на черно поле a7 · черна пешка на бяло поле b7 · черен офицер на бяло поле d7 · черна пешка на бяло поле f7 · черна пешка на черно поле g7 · бял кон на черно поле d6 · черна пешка на бяло поле e6 · бял офицер на черно поле f6 · черен кон на бяло поле g6 · черна пешка на черно поле h6 · черна пешка на бяло поле d5 · бяла пешка на черно поле e5 · бял офицер на бяло поле f5 · бяла дама на бяло поле h5 · бяла пешка на черно поле f4 · бял топ на бяло поле h3 · бяла пешка на бяло поле a2 · черна дама на черно поле b2 · бяла пешка на бяло поле g2 · бяла пешка на черно поле h2 · бял топ на бяло поле f1 · бял цар на бяло поле h1 | черен топ на бяло поле a8 · черен топ на бяло поле e8 · черен цар на бяло поле g8 · черна пешка на черно поле a7 · черна пешка на бяло поле b7 · черен офицер на бяло поле d7 · черна пешка на бяло поле f7 · черна пешка на черно поле g7 · бял кон на черно поле d6 · черна пешка на бяло поле e6 · бял офицер на черно поле f6 · черен кон на бяло поле g6 · черна пешка на черно поле h6 · черна пешка на бяло поле d5 · бяла пешка на черно поле e5 · бял офицер на бяло поле f5 · бяла дама на бяло поле h5 · бяла пешка на черно поле f4 · бял топ на бяло поле h3 · бяла пешка на бяло поле a2 · черна дама на черно поле b2 · бяла пешка на бяло поле g2 · бяла пешка на черно поле h2 · бял топ на бяло поле f1 · бял цар на бяло поле h1 | черен топ на бяло поле a8 · черен топ на бяло поле e8 · черен цар на бяло поле g8 · черна пешка на черно поле a7 · черна пешка на бяло поле b7 · черен офицер на бяло поле d7 · черна пешка на бяло поле f7 · черна пешка на черно поле g7 · бял кон на черно поле d6 · черна пешка на бяло поле e6 · бял офицер на черно поле f6 · черен кон на бяло поле g6 · черна пешка на черно поле h6 · черна пешка на бяло поле d5 · бяла пешка на черно поле e5 · бял офицер на бяло поле f5 · бяла дама на бяло поле h5 · бяла пешка на черно поле f4 · бял топ на бяло поле h3 · бяла пешка на бяло поле a2 · черна дама на черно поле b2 · бяла пешка на бяло поле g2 · бяла пешка на черно поле h2 · бял топ на бяло поле f1 · бял цар на бяло поле h1 | 3 |
| 2 | черен топ на бяло поле a8 · черен топ на бяло поле e8 · черен цар на бяло поле g8 · черна пешка на черно поле a7 · черна пешка на бяло поле b7 · черен офицер на бяло поле d7 · черна пешка на бяло поле f7 · черна пешка на черно поле g7 · бял кон на черно поле d6 · черна пешка на бяло поле e6 · бял офицер на черно поле f6 · черен кон на бяло поле g6 · черна пешка на черно поле h6 · черна пешка на бяло поле d5 · бяла пешка на черно поле e5 · бял офицер на бяло поле f5 · бяла дама на бяло поле h5 · бяла пешка на черно поле f4 · бял топ на бяло поле h3 · бяла пешка на бяло поле a2 · черна дама на черно поле b2 · бяла пешка на бяло поле g2 · бяла пешка на черно поле h2 · бял топ на бяло поле f1 · бял цар на бяло поле h1 | черен топ на бяло поле a8 · черен топ на бяло поле e8 · черен цар на бяло поле g8 · черна пешка на черно поле a7 · черна пешка на бяло поле b7 · черен офицер на бяло поле d7 · черна пешка на бяло поле f7 · черна пешка на черно поле g7 · бял кон на черно поле d6 · черна пешка на бяло поле e6 · бял офицер на черно поле f6 · черен кон на бяло поле g6 · черна пешка на черно поле h6 · черна пешка на бяло поле d5 · бяла пешка на черно поле e5 · бял офицер на бяло поле f5 · бяла дама на бяло поле h5 · бяла пешка на черно поле f4 · бял топ на бяло поле h3 · бяла пешка на бяло поле a2 · черна дама на черно поле b2 · бяла пешка на бяло поле g2 · бяла пешка на черно поле h2 · бял топ на бяло поле f1 · бял цар на бяло поле h1 | черен топ на бяло поле a8 · черен топ на бяло поле e8 · черен цар на бяло поле g8 · черна пешка на черно поле a7 · черна пешка на бяло поле b7 · черен офицер на бяло поле d7 · черна пешка на бяло поле f7 · черна пешка на черно поле g7 · бял кон на черно поле d6 · черна пешка на бяло поле e6 · бял офицер на черно поле f6 · черен кон на бяло поле g6 · черна пешка на черно поле h6 · черна пешка на бяло поле d5 · бяла пешка на черно поле e5 · бял офицер на бяло поле f5 · бяла дама на бяло поле h5 · бяла пешка на черно поле f4 · бял топ на бяло поле h3 · бяла пешка на бяло поле a2 · черна дама на черно поле b2 · бяла пешка на бяло поле g2 · бяла пешка на черно поле h2 · бял топ на бяло поле f1 · бял цар на бяло поле h1 | черен топ на бяло поле a8 · черен топ на бяло поле e8 · черен цар на бяло поле g8 · черна пешка на черно поле a7 · черна пешка на бяло поле b7 · черен офицер на бяло поле d7 · черна пешка на бяло поле f7 · черна пешка на черно поле g7 · бял кон на черно поле d6 · черна пешка на бяло поле e6 · бял офицер на черно поле f6 · черен кон на бяло поле g6 · черна пешка на черно поле h6 · черна пешка на бяло поле d5 · бяла пешка на черно поле e5 · бял офицер на бяло поле f5 · бяла дама на бяло поле h5 · бяла пешка на черно поле f4 · бял топ на бяло поле h3 · бяла пешка на бяло поле a2 · черна дама на черно поле b2 · бяла пешка на бяло поле g2 · бяла пешка на черно поле h2 · бял топ на бяло поле f1 · бял цар на бяло поле h1 | черен топ на бяло поле a8 · черен топ на бяло поле e8 · черен цар на бяло поле g8 · черна пешка на черно поле a7 · черна пешка на бяло поле b7 · черен офицер на бяло поле d7 · черна пешка на бяло поле f7 · черна пешка на черно поле g7 · бял кон на черно поле d6 · черна пешка на бяло поле e6 · бял офицер на черно поле f6 · черен кон на бяло поле g6 · черна пешка на черно поле h6 · черна пешка на бяло поле d5 · бяла пешка на черно поле e5 · бял офицер на бяло поле f5 · бяла дама на бяло поле h5 · бяла пешка на черно поле f4 · бял топ на бяло поле h3 · бяла пешка на бяло поле a2 · черна дама на черно поле b2 · бяла пешка на бяло поле g2 · бяла пешка на черно поле h2 · бял топ на бяло поле f1 · бял цар на бяло поле h1 | черен топ на бяло поле a8 · черен топ на бяло поле e8 · черен цар на бяло поле g8 · черна пешка на черно поле a7 · черна пешка на бяло поле b7 · черен офицер на бяло поле d7 · черна пешка на бяло поле f7 · черна пешка на черно поле g7 · бял кон на черно поле d6 · черна пешка на бяло поле e6 · бял офицер на черно поле f6 · черен кон на бяло поле g6 · черна пешка на черно поле h6 · черна пешка на бяло поле d5 · бяла пешка на черно поле e5 · бял офицер на бяло поле f5 · бяла дама на бяло поле h5 · бяла пешка на черно поле f4 · бял топ на бяло поле h3 · бяла пешка на бяло поле a2 · черна дама на черно поле b2 · бяла пешка на бяло поле g2 · бяла пешка на черно поле h2 · бял топ на бяло поле f1 · бял цар на бяло поле h1 | черен топ на бяло поле a8 · черен топ на бяло поле e8 · черен цар на бяло поле g8 · черна пешка на черно поле a7 · черна пешка на бяло поле b7 · черен офицер на бяло поле d7 · черна пешка на бяло поле f7 · черна пешка на черно поле g7 · бял кон на черно поле d6 · черна пешка на бяло поле e6 · бял офицер на черно поле f6 · черен кон на бяло поле g6 · черна пешка на черно поле h6 · черна пешка на бяло поле d5 · бяла пешка на черно поле e5 · бял офицер на бяло поле f5 · бяла дама на бяло поле h5 · бяла пешка на черно поле f4 · бял топ на бяло поле h3 · бяла пешка на бяло поле a2 · черна дама на черно поле b2 · бяла пешка на бяло поле g2 · бяла пешка на черно поле h2 · бял топ на бяло поле f1 · бял цар на бяло поле h1 | черен топ на бяло поле a8 · черен топ на бяло поле e8 · черен цар на бяло поле g8 · черна пешка на черно поле a7 · черна пешка на бяло поле b7 · черен офицер на бяло поле d7 · черна пешка на бяло поле f7 · черна пешка на черно поле g7 · бял кон на черно поле d6 · черна пешка на бяло поле e6 · бял офицер на черно поле f6 · черен кон на бяло поле g6 · черна пешка на черно поле h6 · черна пешка на бяло поле d5 · бяла пешка на черно поле e5 · бял офицер на бяло поле f5 · бяла дама на бяло поле h5 · бяла пешка на черно поле f4 · бял топ на бяло поле h3 · бяла пешка на бяло поле a2 · черна дама на черно поле b2 · бяла пешка на бяло поле g2 · бяла пешка на черно поле h2 · бял топ на бяло поле f1 · бял цар на бяло поле h1 | 2 |
| 1 | черен топ на бяло поле a8 · черен топ на бяло поле e8 · черен цар на бяло поле g8 · черна пешка на черно поле a7 · черна пешка на бяло поле b7 · черен офицер на бяло поле d7 · черна пешка на бяло поле f7 · черна пешка на черно поле g7 · бял кон на черно поле d6 · черна пешка на бяло поле e6 · бял офицер на черно поле f6 · черен кон на бяло поле g6 · черна пешка на черно поле h6 · черна пешка на бяло поле d5 · бяла пешка на черно поле e5 · бял офицер на бяло поле f5 · бяла дама на бяло поле h5 · бяла пешка на черно поле f4 · бял топ на бяло поле h3 · бяла пешка на бяло поле a2 · черна дама на черно поле b2 · бяла пешка на бяло поле g2 · бяла пешка на черно поле h2 · бял топ на бяло поле f1 · бял цар на бяло поле h1 | черен топ на бяло поле a8 · черен топ на бяло поле e8 · черен цар на бяло поле g8 · черна пешка на черно поле a7 · черна пешка на бяло поле b7 · черен офицер на бяло поле d7 · черна пешка на бяло поле f7 · черна пешка на черно поле g7 · бял кон на черно поле d6 · черна пешка на бяло поле e6 · бял офицер на черно поле f6 · черен кон на бяло поле g6 · черна пешка на черно поле h6 · черна пешка на бяло поле d5 · бяла пешка на черно поле e5 · бял офицер на бяло поле f5 · бяла дама на бяло поле h5 · бяла пешка на черно поле f4 · бял топ на бяло поле h3 · бяла пешка на бяло поле a2 · черна дама на черно поле b2 · бяла пешка на бяло поле g2 · бяла пешка на черно поле h2 · бял топ на бяло поле f1 · бял цар на бяло поле h1 | черен топ на бяло поле a8 · черен топ на бяло поле e8 · черен цар на бяло поле g8 · черна пешка на черно поле a7 · черна пешка на бяло поле b7 · черен офицер на бяло поле d7 · черна пешка на бяло поле f7 · черна пешка на черно поле g7 · бял кон на черно поле d6 · черна пешка на бяло поле e6 · бял офицер на черно поле f6 · черен кон на бяло поле g6 · черна пешка на черно поле h6 · черна пешка на бяло поле d5 · бяла пешка на черно поле e5 · бял офицер на бяло поле f5 · бяла дама на бяло поле h5 · бяла пешка на черно поле f4 · бял топ на бяло поле h3 · бяла пешка на бяло поле a2 · черна дама на черно поле b2 · бяла пешка на бяло поле g2 · бяла пешка на черно поле h2 · бял топ на бяло поле f1 · бял цар на бяло поле h1 | черен топ на бяло поле a8 · черен топ на бяло поле e8 · черен цар на бяло поле g8 · черна пешка на черно поле a7 · черна пешка на бяло поле b7 · черен офицер на бяло поле d7 · черна пешка на бяло поле f7 · черна пешка на черно поле g7 · бял кон на черно поле d6 · черна пешка на бяло поле e6 · бял офицер на черно поле f6 · черен кон на бяло поле g6 · черна пешка на черно поле h6 · черна пешка на бяло поле d5 · бяла пешка на черно поле e5 · бял офицер на бяло поле f5 · бяла дама на бяло поле h5 · бяла пешка на черно поле f4 · бял топ на бяло поле h3 · бяла пешка на бяло поле a2 · черна дама на черно поле b2 · бяла пешка на бяло поле g2 · бяла пешка на черно поле h2 · бял топ на бяло поле f1 · бял цар на бяло поле h1 | черен топ на бяло поле a8 · черен топ на бяло поле e8 · черен цар на бяло поле g8 · черна пешка на черно поле a7 · черна пешка на бяло поле b7 · черен офицер на бяло поле d7 · черна пешка на бяло поле f7 · черна пешка на черно поле g7 · бял кон на черно поле d6 · черна пешка на бяло поле e6 · бял офицер на черно поле f6 · черен кон на бяло поле g6 · черна пешка на черно поле h6 · черна пешка на бяло поле d5 · бяла пешка на черно поле e5 · бял офицер на бяло поле f5 · бяла дама на бяло поле h5 · бяла пешка на черно поле f4 · бял топ на бяло поле h3 · бяла пешка на бяло поле a2 · черна дама на черно поле b2 · бяла пешка на бяло поле g2 · бяла пешка на черно поле h2 · бял топ на бяло поле f1 · бял цар на бяло поле h1 | черен топ на бяло поле a8 · черен топ на бяло поле e8 · черен цар на бяло поле g8 · черна пешка на черно поле a7 · черна пешка на бяло поле b7 · черен офицер на бяло поле d7 · черна пешка на бяло поле f7 · черна пешка на черно поле g7 · бял кон на черно поле d6 · черна пешка на бяло поле e6 · бял офицер на черно поле f6 · черен кон на бяло поле g6 · черна пешка на черно поле h6 · черна пешка на бяло поле d5 · бяла пешка на черно поле e5 · бял офицер на бяло поле f5 · бяла дама на бяло поле h5 · бяла пешка на черно поле f4 · бял топ на бяло поле h3 · бяла пешка на бяло поле a2 · черна дама на черно поле b2 · бяла пешка на бяло поле g2 · бяла пешка на черно поле h2 · бял топ на бяло поле f1 · бял цар на бяло поле h1 | черен топ на бяло поле a8 · черен топ на бяло поле e8 · черен цар на бяло поле g8 · черна пешка на черно поле a7 · черна пешка на бяло поле b7 · черен офицер на бяло поле d7 · черна пешка на бяло поле f7 · черна пешка на черно поле g7 · бял кон на черно поле d6 · черна пешка на бяло поле e6 · бял офицер на черно поле f6 · черен кон на бяло поле g6 · черна пешка на черно поле h6 · черна пешка на бяло поле d5 · бяла пешка на черно поле e5 · бял офицер на бяло поле f5 · бяла дама на бяло поле h5 · бяла пешка на черно поле f4 · бял топ на бяло поле h3 · бяла пешка на бяло поле a2 · черна дама на черно поле b2 · бяла пешка на бяло поле g2 · бяла пешка на черно поле h2 · бял топ на бяло поле f1 · бял цар на бяло поле h1 | черен топ на бяло поле a8 · черен топ на бяло поле e8 · черен цар на бяло поле g8 · черна пешка на черно поле a7 · черна пешка на бяло поле b7 · черен офицер на бяло поле d7 · черна пешка на бяло поле f7 · черна пешка на черно поле g7 · бял кон на черно поле d6 · черна пешка на бяло поле e6 · бял офицер на черно поле f6 · черен кон на бяло поле g6 · черна пешка на черно поле h6 · черна пешка на бяло поле d5 · бяла пешка на черно поле e5 · бял офицер на бяло поле f5 · бяла дама на бяло поле h5 · бяла пешка на черно поле f4 · бял топ на бяло поле h3 · бяла пешка на бяло поле a2 · черна дама на черно поле b2 · бяла пешка на бяло поле g2 · бяла пешка на черно поле h2 · бял топ на бяло поле f1 · бял цар на бяло поле h1 | 1 |
|   | a | b | c | d | e | f | g | h |   |

18. Kb5 Kce7 Черните трябваше да опитат да заздравят позицията чрез 18... Тf8 19. Оc5 Кce7 20. Тaf1 b6 21. О:e7 Д:e7 22. Кd6 a5 23. Тd1 Оd7 24. Тh3 h6 25. О:g6 f:g6 26. Д:g6 Оe8 27. Дg4 Цh7 28. Тc3 Тd8± 19. Кd6 Оd7? Петросян пропуска последния си шанс да играе 19...Тf8 с шансове за реми. В позицията на диаграма 1 Портиш разбива защитата на черните с хода 20. Оh4!, въпреки че имаше по-силна и лесна алтернатива за победа с 20. К:e8! 20...Дb6 21. Тh3 h6 22. Оf6! Д:b2 23. Тf1 Кf5 Не помага на черните 23... d4 24. К:f7! 24. О:f5! Черните се предават – следва 24...e:f5 25. О:g7! Ц:g7 26. Д:h6+ Цg8 27. Дh7+ Цf8 28. Д:f7 мат 1:0.